# Bessarabiendeutsche

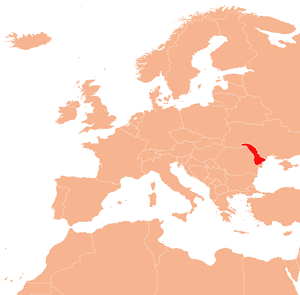
Das frühere Bessarabien in Europa

Die Bessarabiendeutschen (rumänisch Germani basarabeni) sind eine deutsche Siedlergruppe und deutschsprachige Minderheit, die zwischen 1814 und 1940 in Bessarabien (jetzt unter der Republik Moldau und der Ukraine aufgeteilt) lebte, heute jedoch bis auf wenige Einzelpersonen dort nicht mehr vertreten ist. Sie wanderten in einer Größenordnung von etwa 9000 Personen zwischen 1814 und 1842 aus Baden, Württemberg, dem Elsass, Bayern und heute zu Polen gehörenden Teilen Preußens nach Bessarabien ein. Das Gebiet am Schwarzen Meer war damals als Neurussland Teil des Russischen Kaiserreiches, später wurde es zum Gouvernement Bessarabien.
In ihrer 125-jährigen Geschichte waren die Bessarabiendeutschen eine nahezu rein bäuerliche Bevölkerung. Sie waren mit drei Prozent Bevölkerungsanteil zu Beginn des 20. Jahrhunderts eine Minderheit. Gedeckt von dem Hitler-Stalin-Pakt von 1939 wurde Bessarabien im Sommer 1940 von der Sowjetunion militärisch besetzt. Ende 1940 folgten die Bessarabiendeutschen mit rund 93.000 Personen nahezu vollständig dem Aufruf zur Umsiedlung ins Deutsche Reich unter dem Motto Heim ins Reich.
Prominentester Vertreter dieser Volksgruppe ist der ehemalige deutsche Bundespräsident Horst Köhler. Seine Eltern lebten bis zur Umsiedlung 1940 in der deutschen Kolonie Ryschkanowka in Nordbessarabien. Danach lebten sie übergangsweise in einem Lager im Deutschen Reich und wurden schließlich ab 1941 im besetzten Polen angesiedelt, wo Horst Köhler 1943 geboren wurde.

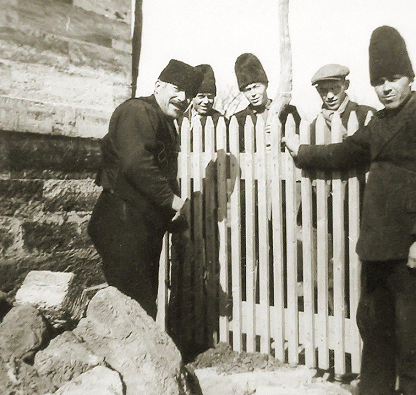
Bessarabiendeutsche Männer mit typischen Pelzmützen (Karakulmütze)

## Herkunft

### Anwerbung
Im sechsten Türkenkrieg zwischen 1806 und 1812 eroberten Truppen des russischen Zaren Alexander I. Bessarabien. In dem einst ostmoldauischen Gebiet richtete er das Gouvernement Bessarabien ein, das kleinste des Zarenreichs. Hauptstadt wurde das mittelbessarabische Kischinew.
Nomadisierende Tatarenstämme aus dem südlichen Landesteil von Bessarabien, dem Budschak, wurden nach der russischen Eroberung ausgewiesen oder zogen freiwillig ab. Das Gebiet war danach dünn besiedelt und weitgehend ungenutzt. Zur Kolonisierung des brachliegenden, aber fruchtbaren Landes warb Russland ab 1813 im Ausland gezielt Siedler an. Russische Untertanen waren noch bis 1861 Leibeigene. Die Angeworbenen sollten vor allem die Landwirtschaft auf dem fruchtbaren Schwarzerdeboden verbessern.
Zar Alexander I. erließ am 29. November 1813 ein Manifest, in dem er deutschen Siedlern folgende Privilegien versprach, zum Teil „auf ewig“:
- umgerechnet 66 Hektar Acker- und Weideland pro Familie
- einen zinslosen Kredit von 270 Rubel pro Familie
- Steuerfreiheit auf zehn Jahre
- die Selbstverwaltung der Siedlergemeinden
- Religionsfreiheit und das Recht zum Bau von Kirchen
- Freiheit vom Militärdienst, auch für die Nachkommen der Ansiedler

Das Angebot galt den deutschen Siedlern im Wartheland, besonders bei Łódź, im Herzogtum Warschau. Daher wurden sie später als Warschauer Kolonisten bezeichnet. Sie stammten aus Preußen, Württemberg und Baden und wurden nach den Teilungen Polens durch Preußen angeworben. Sie hatten sich erst wenige Jahre zuvor dort niedergelassen. Der Zar war auf ihre trostlose Lage bei der Verfolgung der Grande Armée aufmerksam geworden.
Die zweite Auswanderungswelle nach Bessarabien kam aus dem südwestdeutschen Raum, insbesondere aus Württemberg. Die Auswanderer wurden von Werbern der russischen Krone nach Südrussland eingeladen. Ihren Höhepunkt hatte die Auswanderung um 1817/18, nachdem im Jahr ohne Sommer 1816 das Auswanderungsverbot in Württemberg aufgehoben worden war.

### Auswanderungsgründe
Auswanderungsgründe im Herzogtum Warschau waren:
- Politisch
  - Leben unter polnischer Fremdherrschaft
- Wirtschaftlich
  - Verschlechterung der wirtschaftlichen Situation

Die Deutschen im Herzogtum Warschau hatte Preußen zur Kolonisierung der Gebiete nach den Teilungen Polens angeworben. Nach dem Frieden von Tilsit verschlechterte sich durch staatlichen Druck die Position der Siedler. Sie folgten daher bereitwillig der Anwerbung und den Versprechungen des Zaren.
Auswanderungsgründe in Südwestdeutschland waren:
- Politisch
  - Militär- und Kriegsdienste für die napoleonische Fremdherrschaft
  - Frondienste
  - Unterdrückung durch die Obrigkeit
- Wirtschaftlich
  - Missernten, Hungersnöte
  - hohe Steuerlast wegen adliger Hofhaltung
  - Landmangel durch Erbteilung
- Religiös
  - Pietismus (protestantisch-reformatorische Bewegung für lebendige Glaubenserfahrung und praktische Frömmigkeit)
  - Chiliasmus (Erwartung einer tausendjährigen Gottesherrschaft auf Erden)

### Auswanderung

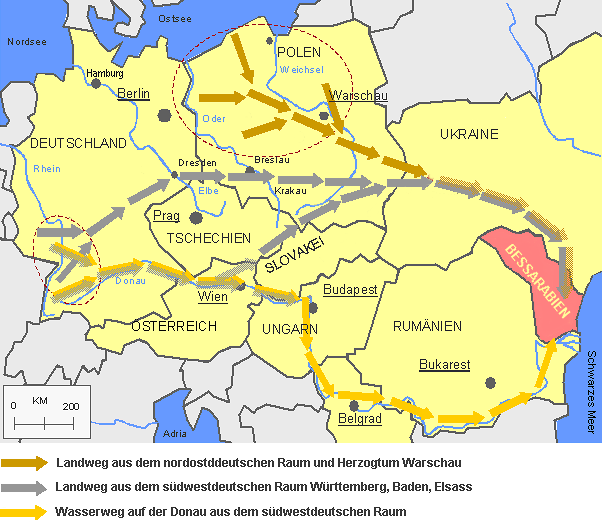
Auswanderungswege aus dem deutschen Raum nach Bessarabien 1814 bis 1842.
Karte mit den Grenzen Europas mit Stand 1999.

#### Aus dem Südwesten
Zwischen 1814 und 1842 wanderten aus südwestdeutschen Gebieten etwa 2000 Familien mit insgesamt etwa 9000 Personen nach Bessarabien in Südrussland aus. Die Auswanderung aus den Räumen Württemberg, Baden, Elsass, Pfalz und Bayern mit dem zeitlichen Höhepunkt 1817 wurde als Schwabenzug bezeichnet. Nach der Passerteilung durch deutsche Behörden traten sie ihre Reise in größeren Gruppen, sogenannten Kolonnen, an. Die Reisedauer für die etwa 2000 Kilometer lange Strecke betrug je nach Reiseroute zwei bis sechs Monate.
Viele der Auswanderer mit religiösen Emigrationsgründen schlossen sich zu sogenannten Harmonien zusammen. Die Schiffsreise begann auf der Donau, wozu die Auswanderer auf dem Landweg bis Ulm zogen. Dort schifften sie sich auf dem Einweg-Schiffstyp der Ulmer Schachteln ein, die als Naufahrt stromabwärts trieben. Während der Schiffsreise erkrankten viele Auswanderer an Infektionen und verstarben. Die Fahrt führte flussabwärts bis zum Donaudelta kurz vor der Mündung ins Schwarze Meer. Eine wochenlange Quarantäne unter freiem Himmel auf einer Flussinsel vor der Stadt Ismajil (Oblast Odessa, Ukraine) forderte weitere Todesopfer. Etwa 10 bis 50 Prozent der Auswanderer sollen die Schiffsreise nicht überlebt haben.

#### Aus dem Nordosten
Die Zahl der deutschen Auswanderer aus Nordostdeutschland sowie aus den deutschen Ansiedlungsgebieten in Polen wird auf etwa 1500 Familien geschätzt. Sie bevorzugten den Landweg mit Pferd und Wagen und hatten während der Reise weniger an Infektionskrankheiten zu leiden. Sie waren 1814 die ersten Deutschen in Bessarabien und wurden wegen ihrer Herkunft als Warschauer Kolonisten bezeichnet.

## Kolonisationswerk unter russischer Herrschaft

### Ansiedlung

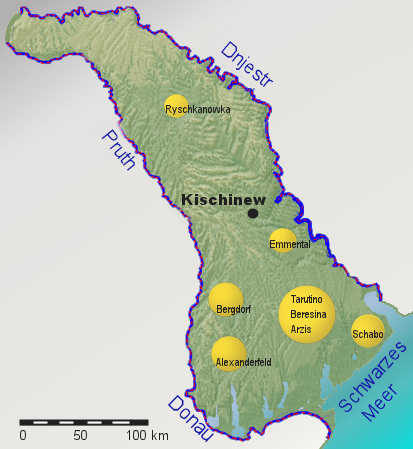
Hauptsiedlungsgebiete der 150 deutschen Orte in Bessarabien

Das zaristische Russland siedelte die deutschen Auswanderer in Bessarabien planmäßig an. Sie bekamen in Südbessarabien, auf weiten, baumlosen Steppenflächen des Budschak, Flächen von insgesamt 1500 km² zur Verfügung gestellt. Im Sprachgebrauch der Bessarabiendeutschen war es Kronland, weil es von der russischen „Krone“ (dem Zaren) zur Verfügung gestellt wurde. In der ersten Siedlungsphase bis 1842 entstanden 24 deutsche (Mutter-)Kolonien. Die Flur- und Ansiedlungsflächen sowie der Grundriss der Siedlungen waren von der russischen Ansiedlungsbehörde vorgegeben. Die so neu entstandenen Dörfer hatten alle den gleichen Siedlungsgrundriss als Straßendorf. Angelegt wurden die Siedlungen meist in einem langgestreckten Tal mit sanft ansteigenden Hügeln. Nur sehr wenige Ankömmlinge fanden im Land sogenannte Kronshäuschen vor, die vom russischen Staat (der „Krone“) schon errichtet worden waren. Meist hausten sie am Anfang in selbst gegrabenen Erdhütten. Schon die Ankunft war eine Enttäuschung, denn die Auswanderer stießen in kaum besiedeltem Land auf eine Ödnis mit hohem Gras, Disteln und Unkraut. Über das weitläufige Land zogen Viehherden von moldauischen Pächtern, die die Felder der Ansiedler zerstörten.

### Selbstverwaltung
Die vom Zaren bei der Anwerbung versprochene Selbstverwaltung der deutschen Ansiedler leitete eine russische Sonderverwaltung unter dem Namen Fürsorgekomitee für die Kolonisten Südrusslands (vormals: Vormundschaftskontor für die ausländischen Ansiedler in Neurussland). Es handelte sich um den Ansiedlungsstab für alle Neuansiedler, der auch die weitere Entwicklung im Schwarzmeergebiet begleitete. Der Sitz befand sich zunächst in Kischinew und ab 1833 in Odessa. Die Amtssprache der Behörde war Deutsch. Ihr gehörten ein Präsident und rund 20 Mitarbeiter (Beamte, Übersetzer, Arzt, Tierarzt, Landvermesser) an. Die Ansiedlung und Förderung der Siedler war gleichzeitig ein russischer Modellversuch zur Gewinnung von Erfahrungen. Diese sollten der eigenen, rückständigen Landwirtschaft in Zeiten von Leibeigenschaft zugutekommen.

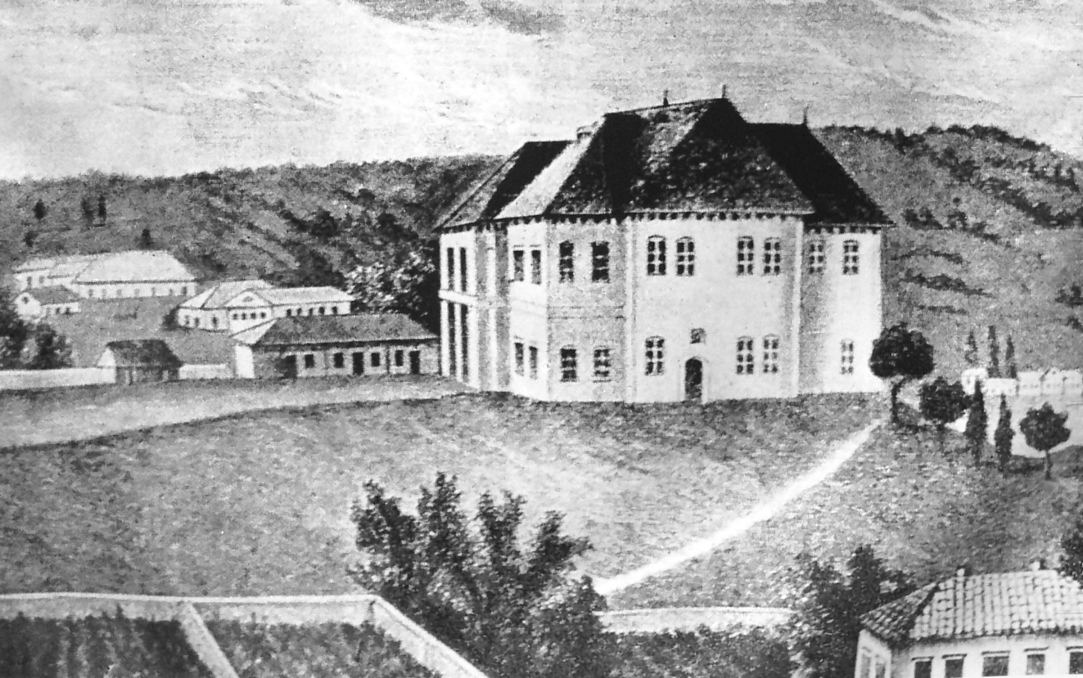
Sitz des Fürsorgekomitees in Kischinew um 1820

Präsidenten des Fürsorgekomitees waren:
| Name                      | Amtszeit  |
| ------------------------- | --------- |
| General Ivan Insov        | 1818–1845 |
| Staatsrat Eugene von Hahn | 1845–1849 |
| Baron von Rosen           | 1849–1853 |
| Baron von Mestmacher      | 1853–1856 |
| Islawin                   | 1856–1858 |
| Alexander von Hamm        | 1858–1866 |
| Th. Lysander              | 1866–1867 |
| Vladimir von Oettinger    | 1867–1871 |

Neben der Ansiedlung wahrte das Fürsorgekomitee die Rechte der Siedler und beaufsichtigte ihre Pflichten gegenüber der russischen Regierung. Die deutschen Ansiedler betrachteten die Einrichtung allgemein als segensreich, da sie die anfängliche Willkür der korrupten russischen Verwaltung beschränkte. Wie bei der Anwerbung versprochen, unterstützte die Behörde die Siedler, solange sie noch nicht voll wirtschaftsfähig waren. Es gab kleinere Geldbeträge, Lebensmittel und Materialien wie Wagen, Pflug, Arbeitsgeräte. In der Praxis versickerten die Mittel aber in der korrupten russischen Verwaltung.
Die Kolonisten unterlagen dem bereits von Katharina der Großen 1764 eingeführten Kolonisationsgesetz, in Kriminalsachen jedoch der staatlichen Gerichtsbarkeit. Als der Zar 1870 den Kolonistenstatus aufhob, wurde das Fürsorgekomitee 1871 aufgelöst. Unterhalb des Fürsorgekomitees gab es für die rund 150 deutschen Gemeinden 17 Gebietsämter (Wolost), mit einem gewählten Gebietsvorsteher (Oberschulz), zwei Beisitzern und einem Schreiber. Zu ihren Aufgaben gehörte unter anderem die Verwaltung der Brand- und Waisenkassen. Das Gericht auf dieser Ebene nannte sich Wolostgericht, das aus einem Richter und drei Beisitzern bestand.
Die Dörfer wurden vom Dorfschulz (Bürgermeister) und zwei Beisitzern verwaltet, die die männlichen Landbesitzer des Ortes für jeweils drei Jahre wählten. Neben der Einhaltung von Zucht und Ordnung hatte der Dorfschulz behördliche Verordnungen durchzusetzen und führte die Aufsicht in Erbschafts- sowie Waisensachen. Ihm standen zwei oder mehr Hilfspolizisten zur Seite, die Dorfwache und ein gesetzeskundiger Dorfschreiber.

### Ortsnamensgebung
Ursprünglich wurden die Kolonien nach den Nummern der vermessenen Landstücke, wie Steppe 9, Kolonie Nr. 11, Die Zwölfte, bezeichnet. Danach gaben sich die neu gegründeten Gemeinden Namen, die sich an fremdsprachige Bezeichnungen für Geländegegebenheiten, wie Flüsse, Täler, Hügel, anlehnten. Ab 1817 verlieh das Fürsorgekomitee den neu gegründeten Dörfer so genannte Gedächtnisnamen. Diese Bezeichnungen erinnerten an die Orte von siegreichen Schlachten gegen Napoleon im Vaterländischen Krieg und den Befreiungskriegen, wie Tarutino, Borodino, Beresina, Arzis, Brienne, Paris, Leipzig, Teplitz, Katzbach, Krasna, Wittenberg (ursprünglich Malojaroslawez). Durch die Vielfalt der Ortsnamensgebung existierten für etliche Orte mehrere Bezeichnungen.
In einer späteren Phase der deutschen Ortsgründungen ab etwa 1850 benannten die Siedler ihre Dörfer nach eigenen Hoffnungen (Hoffnungstal, Friedenstal) oder religiösen Motiven (Gnadental, Lichtental). Zahlreiche deutsche Dorfgründungen übernahmen auch Begriffe türkisch-tatarischer Herkunft, wie Albota (weißes Pferd), Basyrjamka (Salzloch), Kurudschika (trocken).

### Siedlungsentwicklung
Die Lebensbedingungen der Kolonisten waren trotz der gewährten Privilegien in der Anfangszeit hart. Die ersten Behausungen waren primitive Lehmhütten oder sogar Erdlöcher mit Schilfdach. Ungewohntes Klima und Krankheiten löschten ganze Familien aus. Landplagen behinderten das Aufbauwerk. Darunter fallen folgende Ereignisse: Viehseuchen (1828/29, 1834, 1847, 1859/60), Überschwemmungen, Epidemien wie Pest (1829) und Cholera (1831, 1853, 1855), Missernten (1822–1824, 1830, 1832–1834), Starkfröste (1828), Käferplagen (1840–1847) sowie Heuschrecken- und Mäuseplagen. 1827 und 1828 hatte die Bevölkerung die Lasten des Durchmarsches der russischen Armee in den Russisch-Türkischen Krieg zu tragen. Erst in der zweiten Hälfte des 19. Jahrhunderts herrschte in den deutschen Siedlungen ein geregeltes und eigenständiges Leben auf wirtschaftlichem, kulturellem sowie religiösem Gebiet. In Verbindung mit landwirtschaftlichem Können, günstigem Klima und guten Böden setzte gemäß dem Sprichwort „Die erste Generation hat den Tod, die zweite die Not und die dritte erst das Brot“ ein wirtschaftlicher Aufschwung ein. Dazu trugen auch die charakteristischen Eigenschaften der Volksgruppe, wie Fleiß, Gläubigkeit, Kinderreichtum und Sparsamkeit, bei.
Die ersten 24 Dörfer deutscher Auswanderer wurden „Mutterkolonien“ genannt. Sie entstanden noch im Rahmen der staatlichen russischen Kolonisation. Die etwa 125 nach 1842 entstandenen Siedlungen (einschließlich Gutshöfe, Weiler) hießen „Tochterkolonien“. Sie waren auf private Siedlungstätigkeit der schon im Lande lebenden Bessarabiendeutschen zurückzuführen. Die 24 ersten Kolonien waren:
| Siedlungsnr. | Siedlung     | Gründung |
| ------------ | ------------ | -------- |
| Nr. 1        | Borodino     | 1814     |
| Nr. 2        | Krasna       | 1814     |
| Nr. 3        | Tarutino     | 1814     |
| Nr. 4        | Klöstitz     | 1815     |
| Nr. 5        | Kulm         | 1815     |
| Nr. 6        | Wittenberg   | 1815     |
| Nr. 7        | Beresina     | 1815     |
| Nr. 8        | Leipzig      | 1815     |
| Nr. 9        | Katzbach     | 1821     |
| Nr. 10       | Paris        | 1816     |
| Nr. 11       | Alt-Elft     | 1816     |
| Nr. 12       | Brienne      | 1816     |
| Nr. 13       | Teplitz      | 1817     |
| Nr. 14       | Arzis        | 1816     |
| Nr. 15       | Sarata       | 1822     |
| Nr. 16       | Alt-Posttal  | 1823     |
| Nr. 17       | Neu-Arzis    | 1824     |
| Nr. 18       | Neu-Elft     | 1825     |
| Nr. 19       | Gnadental    | 1830     |
| Nr. 20       | Lichtental   | 1834     |
| Nr. 21       | Dennewitz    | 1834     |
| Nr. 22       | Friedenstal  | 1834     |
| Nr. 23       | Plotzk       | 1839     |
| Nr. 24       | Hoffnungstal | 1842     |

Lage einiger deutscher Siedlungen in Bessarabien

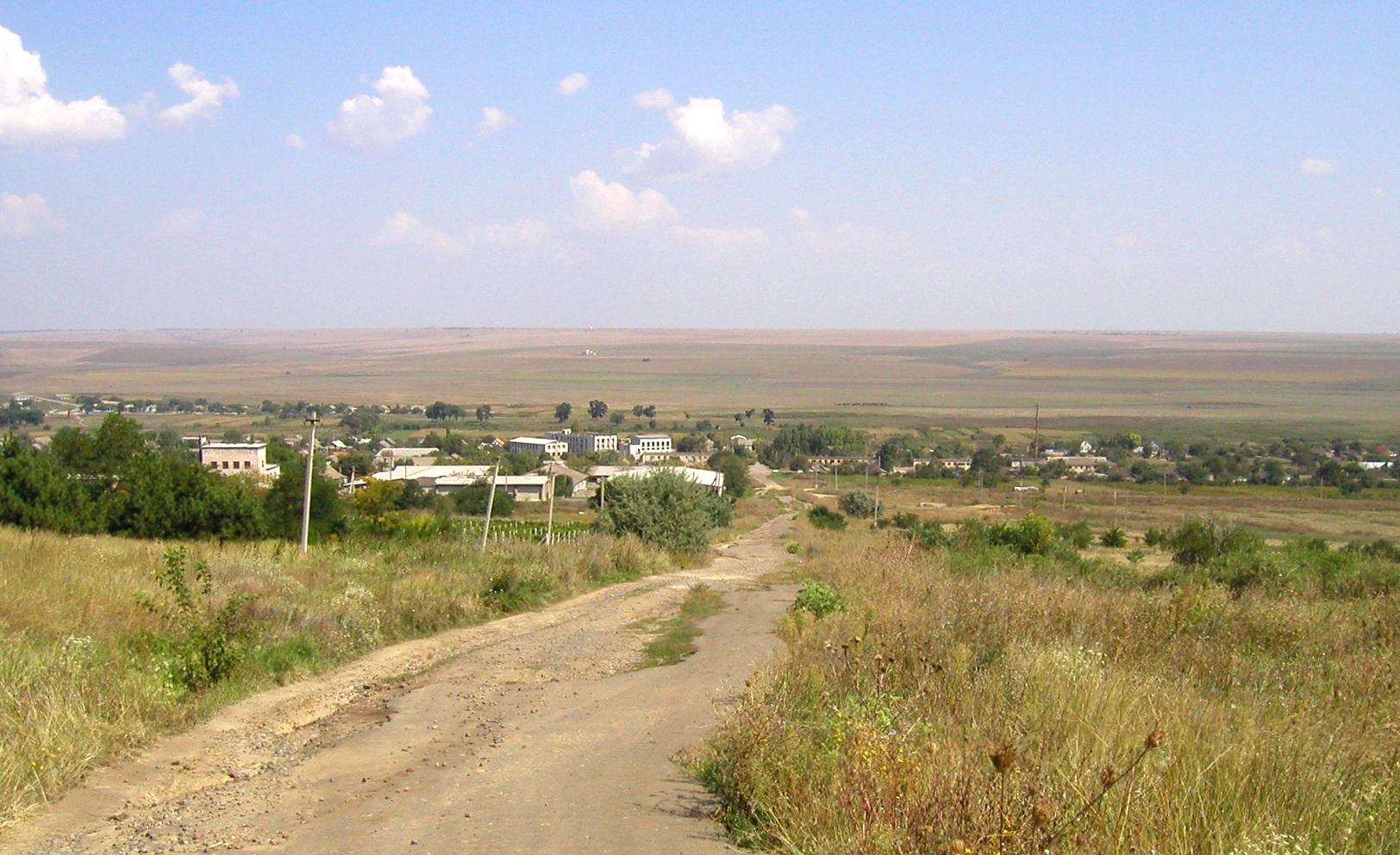
Blick auf Wessela Dolyna, das frühere Klöstitz,
in baumarmer Steppenlandschaft

Eine Auflistung der etwa 150 von Bessarabiendeutschen gegründeten und bewohnten Siedlungen einschließlich von Gutshöfen findet sich unter:
- Liste bessarabiendeutscher Orte

Als Zentrum der bessarabiendeutschen Siedlungen bildeten sich Tarutino, Arzis und Sarata heraus. Tarutino war das größte Dorf und hatte mehrere zentrale Einrichtungen. Dazu gehörte der Deutsche Volksrat, der Deutsche Wirtschaftsverband (bis 1931) sowie mit zwei der drei höheren Schulen (Evangelisch-deutsches Mädchenlyzeum und Evangelisch-deutsches Knabenlyzeum). Der Ort hatte mit 3700 bessariendeutsche Bewohnern zur Zeit der Umsiedlung von 1940 die größte Bewohnerzahl. Im Ort lebten weitere 2100 nichtdeutsche Bewohner. Die zweitgrößte Bedeutung kam der Siedlung Sarata mit 2100 deutschstämmigen und 700 nichtdeutschen Bewohnern zu. Im Ort gab es mit der Werner-Schule die einzige Lehrerbildungsanstalt der Region. In Arzis gab es einen bedeutenden Wochenmarkt und größeren Betriebe. Eine zentrale Bedeutung kam dem Ort wegen des Sitzes des Deutschen Wirtschaftsverbandes (ab 1931) zu, der Fortbildungskurse durchführte.
Weitere größere Siedlungen waren Krasna (3500 deutschstämmige Bewohner), Klöstitz (3200), Budschak (2700), Beresina (2600), Teplitz (2500), Leipzig (2300), Friedenstal (2200), Lichtental (2100) und Hoffnungstal (1900).

### Bevölkerungsentwicklung
- 1826: 9000 Personen
- 1862: 24.160
- 1897: 60.000
- 1919: 63.300
- 1930: 81.100
- 1940: 93.300

### Geografie
Das Hauptsiedlungsgebiet der Bessarabiendeutschen lag im südlichen Landesteil im steppenähnlichen Gebiet des Budschak in Südbessarabien. Es war ein flachwelliges Hügelland, das bis ins 20. Jahrhundert weitgehend baumfrei war. Die Siedler pflanzten in der Nähe ihrer Dörfer Akazienwälder und Gehölzstreifen an, um den Ackerboden gegen Wind und Erosion zu schützen. Die Dörfer lagen meist an südwärts fließenden Steppenflüssen. Da sie von der Schneeschmelze in nördlich liegenden Gegenden gespeist wurde, trockneten sie im Sommer meist aus.

### Landwirtschaft und Viehzucht

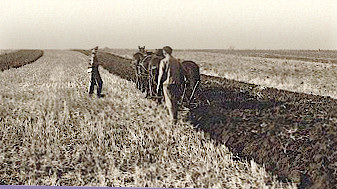
Landwirte beim Pflügen um 1935

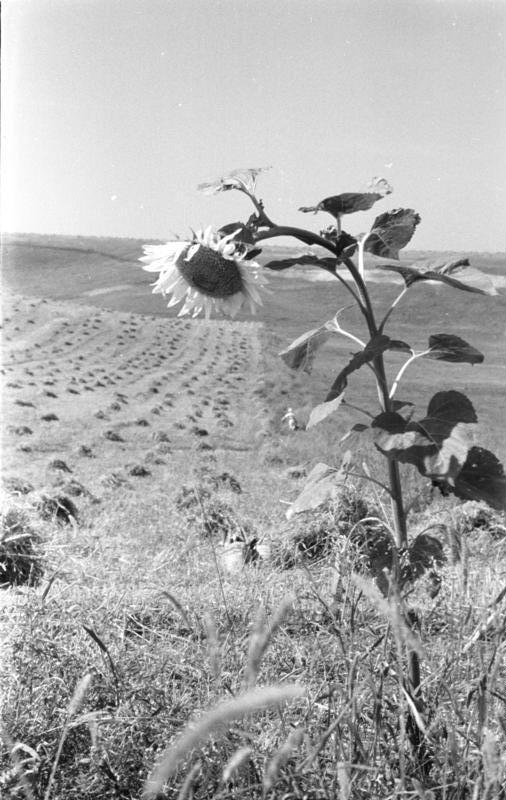
Sonnenblume und weitläufige Felder 1941

Entsprechend der Anwerbung des Zaren betätigten sich anfangs nahezu alle Neuankömmlinge als Landwirte, die auf eigenem Boden wirtschafteten. Vom Staat bekam jede deutsche Familie 60 Desjatinen (etwa 65 ha) Kronland als vererbbares Ackerland. Das Siedlungsgebiet der Deutschen im südlichen Bessarabien, dem Budschak, lag im südrussischen Schwarzerdegürtel. Dessen tiefgründige, dunkle Erde zählt zu den fruchtbarsten Ackerböden, die keiner Düngung bedürfen. Die Ernte war dennoch nicht immer gesichert wegen des trockenen Steppenklimas. Hauptschädlinge für die Landwirtschaft waren der Ziesel (auch Erdhase genannt), der Feldhamster und Heuschreckenschwärme. Naturkatastrophen waren seltene Erdbeben (1940) und Überschwemmungen durch Hochwasser führende Flüsse nach der Schneeschmelze oder sommerliche Wolkenbrüche (Kogälniktal, 1926).
Die Ackerflächen wurden als Steppe bezeichnet, da die Landschaft nahezu baumfrei war. Hauptanbaukulturen waren Getreide, Mais, Hülsen- (Soja) und Ölfrüchte (Sonnenblumen). Die Hauptprodukte wurden in Mühlen vor Ort weiterverarbeitet oder auch in die nächsten größeren Städte Odessa und Akkerman gebracht.
Wirtschaftlichen Erfolg brachte vor allem der Weinanbau, denn die tief wurzelnden Rebstöcke überstanden längere Trockenperioden gut. Die flachwelligen Hänge des bessarabischen Hügellandes boten günstige Anbaubedingungen. In einigen Kolonien wurde großflächig Weinanbau (siehe Weinbau in der Republik Moldau) betrieben, was insbesondere in der Kolonie Schabo der Fall war. Der Ort, den 1822 Weinbauern aus dem Schweizer Kanton Waadt gegründet hatten, entwickelte sich schnell zu einer der führenden Winzer-Orte in Russland. Jede deutschstämmige Bauernwirtschaft baute auf dem Hofgrundstück Wein für den Eigenbedarf an. Jeder Bauernhof betrieb zum größten Teil Selbstversorgung, der auch ein eigener Obst-, Gemüse- und Krautgarten diente.
Viehhaltung betrieben die Deutschen nur in geringem Ausmaß, denn der anfallende Dung wurde wegen der hohen Bodenfruchtbarkeit nicht benötigt. Soweit er anfiel, wurde er getrocknet und im Winter als Brennmaterial verwendet. Stärker verbreitet war die Schafhaltung, vor allem des feinwolligen Karakulschafes. Aus dem Fell ließen sich die typischen schwarzen Pelzmützen (Karakulmützen) der Männer herstellen. Die Federviehhaltung zur Selbstversorgung war auf jedem Hof eine Selbstverständlichkeit.
Im Gegensatz zur moldauischen Bevölkerung nutzten die Deutschen das Pferd statt des Ochsen als Zugtier. Schon von Jugend an und mit großer Zuneigung waren sie diesen Tieren verbunden, die sozusagen zur Familie gehörten. Gezüchtet wurde das alt-arabische Pferd, ähnlich dem arabischen Vollblüter. Das Kolonistenpferd eignete sich zur Landarbeit sowie zum Reiten und im Gespann für die Kutsche oder den Schlitten. Bei der Umsiedlung 1940 der Bessarabiendeutschen verblieb der gesamte Pferdebestand, ausgenommen einzelne Zuchttiere, im sowjetisch besetzten Bessarabien.
Rinderzucht wurde von deutschen Siedlern in geringerem Ausmaß betrieben. Anfangs wurde sie mit dem bodenständigen Steppenrind, später mit dem Roten Steppenrind aus Molotschna und ab 1918 mit dem Angler Rind durchgeführt.

### Küche
Die Küche der Bessarabiendeutschen unterlag mehreren Einflüssen. Sie entwickelte sich zunächst aus den aus Deutschland mitgebrachten Rezepten. Später übernahm man durch die Nachbarschaft zu anderen Nationalitäten deren Gerichte oder wandelte sie ab. Bestimmt war die Küche von landestypischen Früchten, beispielsweise Paprika, Wassermelonen. Als Nationalgericht gilt das Mehl- und Kartoffelgericht Strudla, das auf bulgarische Siedler in Bessarabien zurückgeht. Ein weiteres bekanntes Gericht sind Krautwickel (Kaluschke, Holubzi), das von Ukrainern stammt. Bekannt waren auch Dampfnudeln, Pfeffersoß und gefüllte Paprika. Borschtsch wurden von den Russen, Mamaliga von den Rumänen übernommen. Als Beilage gab es sauer eingelegtes, wie Tomaten und Salzgurken.

### Wohnweise

Typischer Grundriss eines Hofgrundstückes,
hier: Hannowka

Die Bessarabiendeutschen waren größtenteils Landwirte und lebten in Dörfern auf ihren Bauernhöfen. Die Dorf-, Grundstücks- und Hausformen der Kolonistendörfer ähnelten sich stark. Die Bauernhöfe lagen an einer bis zu 50 m breiten, von Akazien gesäumten Straße. Gekreuzt wurde diese Straße oft nur durch eine Quer- oder Kreuzstraße im zentralen Dorfbereich, dort wo sich die Kirche oder das Bethaus mit Schule befand.
Der Aufbau einer typischen deutschen Siedlung ist anhand des Dorfes Hannowka erkennbar.

#### Grundstück
Die Grundstücke waren von der Fläche her sehr großzügig gestaltet, da die meisten Dörfer Straßendörfer mit nur einer Straße waren. Die Straßenfront betrug 25 bis 50 m. In die Tiefe erstreckten sich die Grundstücke 100 bis 500 m. Neben den Gebäuden gab es auf dem Grundstück Wirtschaftsflächen (Dreschplatz, Heuschober). Im hinteren Grundstücksteil war neben Gartenflächen meist ein großer Weingarten angelegt.

#### Gebäude
Das Hauptgebäude des Hofes war das langgestreckte eingeschossige Kolonistenhaus. Das war ein Haus mit einer 5 bis 10 m breiten Giebelfront und einer Gesamtlänge von etwa 25 m. Der Giebel lag fast immer zur Straße. Im vorderen Bereich zur Straße waren flurlose Räume (Stuben, Küche), dahinter schlossen sich Stallungen und Schuppen an. Auf vielen Höfen gab es ein kleines Gebäude, in dem in der warmen Jahreszeit gekocht und daneben auf dem Hof gegessen wurde, die „Sommerküche“. Darüber hinaus gab es einen separaten Keller. Baumaterial der Häuser war in Steinbrüchen gewonnener Stein oder in der Sonne getrockneter Lehmziegel. Die mit Lehm verputzten Gebäude waren mit Kalk stets weiß getüncht. Die Dächer deckte man überwiegend mit Schilfrohr, später mit Zementziegeln. Auf dem Wirtschaftshof fanden sich Stallungen, Dreschplatz sowie ein Vorrats- und Weinkeller. Im hinteren Grundstücksteil lagen Gemüse-, Obst- und Weingärten.

### Binnenkolonisation mit neuen Siedlungen
Mit der Gründung der letzten Kolonie (Hoffnungstal) 1842 stoppte der Zuzug von Auswanderern aus Deutschland und die staatliche, russische Kolonisierung endete. Danach setzte im Land eine Binnenkolonisation durch private Siedlungstätigkeit ein. Das Ackerland der 24 Mutterkolonien war infolge von Bevölkerungszuwachs knapp geworden. In Bessarabien gab es viele landlose Söhne auf der Suche nach Ackerland, da nach dem Erbrecht nur der jüngste Sohn den Hof des Vaters erbte. Die Bessarabiendeutschen kauften oder pachteten Land von russischen Großgrundbesitzern und gründeten neue Dörfer, sogenannte „Tochterkolonien“.
Die bedeutendsten Vertreter der Binnenkolonisation waren die Brüder Gottfried Schulz und Gottlieb Schulz, die gegen Ende des 19. Jahrhunderts auftraten. Sie hatten großes Kapital durch Viehhandel angehäuft und setzten es zum Landkauf bei adligen russischen Großgrundbesitzern ein. Diese lebten meist in St. Petersburg und führten ein aufwändiges Leben in französischen und Schweizer Kurorten, was sie teilweise nicht mehr mit den Pachterlösen ihrer Ländereien begleichen konnten. Die Brüder verkauften das Land an ihre deutschstämmigen Landsleute weiter. Als Provision soll ein Prozent der Kaufsumme erhoben worden sein. Durch die Landauf- und -verkäufe wurden die Bewohner von 60 bessarabiendeutschen Dörfern zu Besitzern des zuvor von ihnen gepachteten Landes. Auch entstanden auf dem gekauften Land zahlreiche neue bessarabiendeutsche Siedlungen.
Zu weiteren Ortsgründungen kam es ab 1920 als Folge der rumänischen Agrarreform. Dabei wurden Großgrundbesitzer mit mehr als 100 ha Land enteignet. Ihr Land wurde an Landlose verteilt, die je 6 ha erhielten. Auf dem frei gewordenen Land wurden danach als Hektardörfer bezeichnete Siedlungen gegründet.
Durch die verschiedenen Arten der Besiedlung entstanden während der Anwesenheit der Deutschen in Bessarabien zwischen 1814 und 1940 rund 150 deutsche Siedlungen und Gutshöfe.

### Bessarabiendeutsche Einrichtungen

#### Kirche

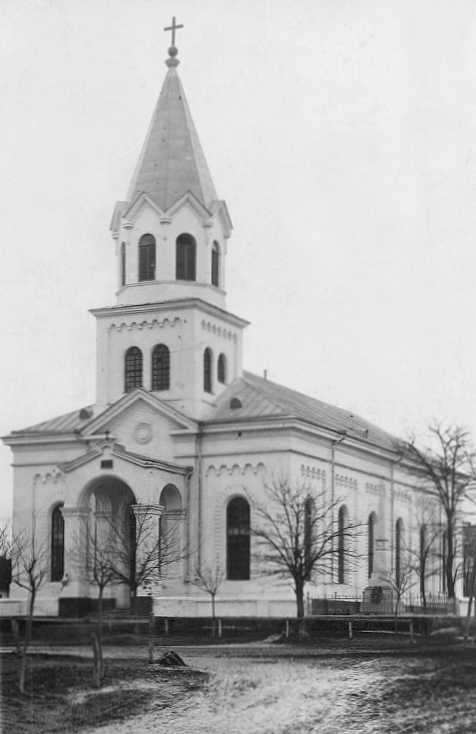
Kirche in Klöstitz (um 1940)

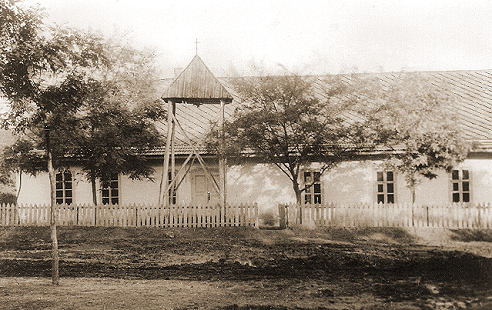
Typisches Bethaus mit Glockenstuhl (gleichzeitig Dorfschule),
hier: bessarabiendeutsche Siedlung Hannowka

Kirche und Religion prägten intensiv das Leben aller Bessarabiendeutschen, denn viele ihrer Vorfahren hatten einst ihre deutsche Heimat aus religiösen Gründen verlassen. Die russische Kolonialverwaltung hatte 1804 für die Neuansiedler eine Gemeindeordnung vorgegeben, die die Religionspflichten zu den wichtigsten Pflichten erklärte. Die Dorfbürgermeister waren angehalten, den regelmäßigen sonntäglichen Gottesdienstbesuch zu überwachen. Die Pastoren gehörten zur geistigen Führungsschicht und genossen uneingeschränkte Autorität, auch nach der Umsiedlung 1940 und in der späteren Bundesrepublik Deutschland. Praktisch trug der Gebrauch von Bibel und Gesangbuch dazu bei, dass die deutsche Sprache in der Fremde erhalten blieb.
Als erste Gemeinschaftseinrichtung neu gegründeter Siedlungen wurde ein Gotteshaus errichtet. Dafür brachten die Siedler enorme Geldsummen und Arbeitsleistungen auf. Insgesamt entstanden 120 Kirchenbauten. In einigen größeren Gemeinden entstanden stattliche Kirchengebäude, anfangs im klassizistischen, später im neugotischen Stil für bis zu 1000 Besucher. In den meisten Dörfern wurden Bethäuser errichtet, in denen sich auch die Wohnung des Küsters und die Dorfschule befanden. Den Unterhalt für Kirche, Schule, Küster und Lehrer (meist ein Küsterlehrer in Doppelfunktionen) trugen die Kolonisten. Da viele Auswanderer aus Württemberg stammten, wo der Pietismus weit verbreitet war, gab es in vielen Ansiedlungen Zusammenkünfte von Stundenleuten.
Ein Sonderfall des religiösen Lebens der Bessarabiendeutschen war der charismatische Prediger und namhafte Vertreter der Erweckungsbewegung Ignaz Lindl, der mit seinen Anhängern 1822 die Gemeinde Sarata gegründet hatte. Er übte eine starke Anziehungskraft auf die Kolonisten aus, die zu seinen sonntäglichen Predigten aus bis zu 80 km Entfernung pilgerten.

#### Kirchliche Organisation
Bei der Umsiedlung 1940 bestand die kirchliche Organisation der rund 150 deutschen Siedlungen aus 13 Kirchspielen und drei Pfarrgemeinden evangelisch-lutherischer Konfession. Jedes Kirchspiel hatte einen Pastor, der für mehrere Kirchspieldörfer zuständig war. Daneben gab es für die Siedler aus der Schweiz eine reformierte Pfarrgemeinde in Schabo. Ab 1876 gab es eine Baptistengemeinde mit sieben Niederlassungen (Friedenstal, Kamtschtka, Kantemir, Seimeny, Kisil, Mariewka, Hantscheschti). Außerdem bestand ein römisch-katholischer Kirchenbezirk mit vier Gemeinden (Balmas, Emmental, Krasna, Larga). Diese gehörten dem am 3. Juli 1848 gegründeten Bistum Cherson an, welches kurz darauf in Bistum Tiraspol umbenannt wurde.
Bereits bei der Ansiedlung Anfang des 19. Jahrhunderts unterstützte der russische Staat aktiv ein selbstbestimmtes kirchliches Leben der Neuansiedler. Zu dieser Zeit plante Zar Alexander I. für die Siedler im Schwarzmeergebiet eine Verfassung für die lutherischen Gemeinden. 1832 schuf sein Nachfolger Nikolaus I. ein Gesetz, das die Ordnung für die ev.-lutherische Kirche in Russland neu regelte. Dadurch gehörte Bessarabien kirchlich zum Ersten Südrussischen Probstbezirk des Konsistoriums in St. Petersburg mit Sitz in Odessa. Diese Kircheneinrichtung unterstand dem russischen Innenministerium. Etliche der vom russischen Staat eingesetzten Geistlichen, wie auch Rudolf Faltin, waren deutsch-baltischer Herkunft und hatten an der deutschsprachigen Kaiserlichen Universität Dorpat Theologie studiert.
Durch die Abspaltung Bessarabiens von Russland 1918 und den Anschluss an Rumänien veränderte sich auch die kirchliche Organisation. Es bildete sich eine Ev.-luth. Landeskirche Bessarabiens, die 1926 Teil der Ev. Landeskirche in Rumänien wurde. Geistliche Oberhäupter in Bessarabien während der Zwischenkriegszeit waren bis 1936 Oberpastor Daniel Haase und ab 1939 Immanuel Baumann.

#### Schulunterricht und Bildungseinrichtungen
Anfangs unterrichteten die Kolonisten ihre Kinder in ihren Bauernhäuser selbst. Später gaben von der Gemeinde angestellte (und meist schlecht entlohnte) Lehrer Unterricht in Betstuben oder Lehrerwohnungen. Er beinhaltete Lesen, Schreiben, Rechnen sowie als Hauptfach Religionsunterricht.
Die in Bessarabien typische und enge Verbindung der religiösen Einrichtung Kirche mit der politischen Einrichtung Dorfgemeinde zeigte sich auch im Schulwesen. Die Schulen unterstanden von Anfang an der Kirche, gebaut und unterhalten wurden sie von der Dorfgemeinde. Auch räumlich gab es eine Verbindung. In kleineren Gemeinden ohne Kirche gab es Bethäuser für den Gottesdienst, in denen auch der Schulunterricht stattfand. Verquickt waren Kirche und Gemeinde durch den Schultyp der Küsterschule mit dem Küsterlehrer. Er unterrichtete die Kinder und nahm bei Abwesenheit des Pastors auch kirchliche Handlungen vor.
Die in Sarata um 1850 entstandene Werner-Schule bildete bessarabiendeutsche Lehrer aus und ließ das Unterrichtsniveau steigen. Da die Schulkinder ausnahmslos auf den Feldern ihrer Eltern arbeiteten, fand der Unterricht größtenteils nur im Winterhalbjahr statt.
Anfangs befand sich das bessarabiendeutsche Schulwesen nach dem Willen der russischen Ansiedlungsbehörde vollkommen autonom in der Hand der Kolonisten, so dass die Unterrichtssprache Deutsch war. Ab etwa 1880 kam es im Rahmen von Russifizierungsbestrebungen zur Einführung von Russisch als Pflichtfach. Obwohl die Schulen formal unter russischer Staatsaufsicht standen, blieben sie unter kirchlichem deutschem Einfluss. Nach der Zugehörigkeit zu Rumänien ab 1918 kam es im Schulwesen zu Rumänisierungsbestrebungen seitens des Staates. Die Rumänisierung diente auch der Entrussifizierung. Der rumänische Staat eignete sich die Schulgebäude an, wandelte sie in Volksschulen um und bezahlte die Lehrer. Die deutsche Unterrichtssprache wurde mehr und mehr durch die rumänische verdrängt, ebenso die deutschen Lehrer durch rumänische. Deutschunterricht gab es nur noch auf freiwilliger Basis als Überstunden der Lehrer. Ausgenommen davon waren die höheren gymnasiumsähnlichen Schulen in Tarutino sowie die Werner-Schule zur Lehrerausbildung in Sarata. Ab 1937 gab es Lockerungen in der rumänischen Schulpolitik. Die deutsche Sprache wurde in der Schule wieder vermehrt eingeführt und 1939 kamen die enteigneten Schulgebäude durch königlichen Erlass in den Besitz der Gemeinden zurück.
Schulsystem:
- Volksschulen in (fast) jedem deutschen Dorf
- Evangelisch-deutsche Lehrerbildungsanstalt Werner in Sarata, 1844 eröffnet, benannt nach dem württembergischen Kaufmann Christian Friedrich Werner, der sein Vermögen der Gemeinde vermachte. Die Schule diente der Ausbildung der deutschen Schullehrer und war die erste deutschsprachige Lehrerbildungsanstalt im Zarenreich.
- Evangelisch-deutsches Mädchenlyzeum (Höhere Töchterschule) in Tarutino, 1878 eröffnet
- Evangelisch-deutsches Knaben-Lyzeum in Tarutino, 1906 eröffnet
- Bauernschule in Arzis, 1935 eröffnet

#### Gesundheitswesen
Das Gesundheitswesen war wegen der fehlenden ärztlichen Versorgung bereits seit der deutschen Besiedlung Bessarabiens ab 1814 ungenügend. In den Dörfern gab es nur Hebammen und Laienmediziner, die als Feldscher bezeichnet wurden. Die häufigsten Krankheiten waren Tuberkulose, Typhus, Milzbrand, Trachom und Malaria. 1937 war die Sterblichkeit bei jungen Menschen im Vergleich mit dem Deutschen Reich überdurchschnittlich hoch. Die Säuglingssterblichkeit und die der Jugendlichen war dreimal höher, die der Kinder zwischen ein und vierzehn Jahren sogar fünfmal höher als die im Deutschen Reich.
Einrichtungen:
- Barmherzigkeitsanstalt Alexander-Asyl in Sarata (später Alexander-Stift in Großerlach), gegründet 1865 durch sechs Pastoren, benannt nach dem damals regierenden Zaren Alexander II. Heim für alte, kranke und behinderte Menschen sowie Waisen, finanziert aus Kollekten deutscher Dörfer in Bessarabien.

#### Bankwesen
Die ersten Kreditanstalten in Bessarabien entstanden ab 1880, die bald durch die liberale Gesetzgebung des Zarenreichs aufblühten. In der rumänischen Zeit nach dem Ersten Weltkrieg entstanden auf genossenschaftlicher Basis beruhende Volksbanken unter Bezeichnungen wie Cornelia, Minerva, Veritas. Diesen war mit rund 80 Prozent der Höfe ein Großteil der Bevölkerung Bessarabiens als Genossenschaftsmitglieder angeschlossen.
Weitere Finanzvereinigungen waren Waisenkassen in deutschen Dörfern, die 1940 in nur noch acht Dörfern bestanden. Sie verwalteten das Vermögen von Waisen. Die erste Waisen- und Sparkasse wurde 1830 eingerichtet, 1869 war sie in allen bessarabiendeutschen Gebieten vorhanden.

#### Pressewesen
In der Zeit der Zugehörigkeit Bessarabiens zu Russland war die 1863 gegründete „Odessaer Zeitung“ das meistgelesene Blatt. Nach der Zugehörigkeit zu Rumänien gründeten einige deutsche Lehrer 1919 die „Deutsche Zeitung Bessarabiens“. 1935 entstand als Konkurrenzblatt das „Deutsche Volksblatt“, das die Ideologie der nationalsozialistisch geprägten Erneuerungsbewegung transportierte. Als Bindeglied zu den in die USA ausgewanderten Bessarabiendeutschen wurde auch die „Dakota Freie Presse“ gelesen. Als wichtiges Organ des kulturellen Zusammenhaltes der Bevölkerungsgruppe wirkte ab 1920 der bis heute jährlich erscheinende Heimatkalender.

#### Politik und Wirtschaft
- Deutscher Volksrat, mit Sitz in Tarutino, gegründet 1920 als Zusammenschluss rumänischer Staatsbürger deutscher Volkszugehörigkeit zur Wahrung ihrer Interessen (Pendant zum Rumänisierungsdruck des rumänischen Staates gegenüber Minderheiten)
- Gemeinschaftsverband (heute Bessarabischer Gemeinschaftsverband), entstanden 1823 aus erweckten und pietistischen Kreisen (Stundisten und Brüderversammlungen)
- Deutscher Wirtschaftsverband, mit Sitz in Tarutino, gegründet 1921 als Zusammenschluss deutscher Genossenschaften zur Ausschaltung des Zwischenhandels in Bessarabien

#### Wappen

Wappen der Bessarabiendeutschen

Das Wappen der Bessarabiendeutschen entstand erst nach der Umsiedlung von 1940 und nach dem Zweiten Weltkrieg. Es versinnbildlicht die verlassene Heimat am Schwarzen Meer.

Es ist geviert:
- in Feld 1 ein schwarzer Ziehbrunnen im silbernen Feld[9]
- die Felder 2 und 3 sind blau-golden geteilt
- in Feld 4 ist ein sich bäumendes schwarzes Pferd im silbernen Feld
- mittig belegt ist das Wappen mit einem roten Zentralschild mit zwei goldenen Ähren, diese belegt mit einem goldenen lateinischen Kreuz.[10]

Die Bedeutungen des Wappens sind:
- Blau symbolisiert den blauen Himmel über der Steppe.
- Gold steht für die goldenen Ährenfelder in der weiten Landschaft.
- Rot ist der Flagge Rumäniens entliehen; der Staat, dem die Bessarabiendeutschen als treue Bürger verpflichtet waren.
- Der Steppenbrunnen stellt dar, wie wichtig Trinkwasser im trockenen Klima für Menschen und Tiere war.
- Das Kreuz ist Sinnbild für die Kirche und den ausgeprägten Glauben.
- Die Ähren am Kreuz sind Zeichen für den Ertrag der schweren Arbeit und symbolisieren das tägliche Brot.
- Das Pferd weist auf den treuesten Helfer des Bauern hin, mit dem er den fruchtbaren Schwarzerdeboden kultivierte.

#### Kultur und Freizeit
- Heimatmuseum in Sarata (heute Heimatmuseum der Bessarabiendeutschen in Stuttgart), gegründet 1922, etwa 700 Museumsstücke aus der Geschichte der Volksgruppe.
- Kurort Bad Burnas zwischen dem Schwarzen Meer und dem Burnas-Liman, gegründet 1925, bis zu 18.000 Kurgäste pro Saison, Nutzung des heilschlammreichen Salz-Limans, mit mehreren Erholungsheimen für bessarabiendeutsche Kinder, Lehrer, Pfarrer.

## Bessarabische Kultur

### Heimatlied
Text und Melodie des Bessarabischen Heimatliedes stammen von Albert Mauch. Er schrieb es 1922 als Direktor des Werner-Seminars, der deutschen Lehrerbildungsanstalt in Sarata.
Gott segne dich, mein Heimatland!

Ich grüß dich tausendmal,

Dich Land, wo meine Wiege stand,

Durch meiner Väter Wahl!

Du Land, an allem Gut so reich,

Ins Herz schloß ich dich ein

Ich bleib’ dir in der Liebe gleich,

Im Tode bin ich dein!

So schirme, Gott, in Freud und Leid,

Du unser Heimatland!

Bewahr der Felder Fruchtbarkeit

Bis hin zum Schwarzmeerstrand!

Erhalte du uns deutsch und rein,

Send’ uns ein freundlich Los,

Bis wir bei unsern Vätern ruhn

Im heimatlichen Schoß!

### Bedeutende Vertreter der Volksgruppe
- Christian Friedrich Werner (1759–1823), Stifter der Evangelisch-deutschen Lehrerbildungsanstalt Werner (Werner-Schule) in Sarata
- Ignaz Lindl (1774–1845), Priester und Gründer von Sarata
- Alois Schertzinger (1787–1864), Mitgründer von Sarata
- Rudolf Faltin (1830–1918), evangelischer Gemeindepastor in Kischinew und Betreuer der Diasporagemeinden des Kirchspiels
- Gottfried Schulz (1846–1925), Viehhändler und als Großgrundbesitzer Initiator bessarabiendeutscher Siedlungen
- Gottlieb Schulz (1853–1916), Viehhändler und als Großgrundbesitzer Initiator bessarabiendeutscher Siedlungen
- Andreas Widmer (1856–1931), Duma-Abgeordneter der 1. Duma (April–Juni 1906)
- Johannes Gerstenberger (1862–1930), Gutsbesitzer und Duma-Abgeordneter der 2. Duma (Februar–Juni 1907)
- Daniel Erdmann (1866–1942), Bürgermeister und rumänischer Parlamentsabgeordneter
- Immanuel Wagner (1870–1946), Bürgermeister und Gründer des Kulturhistorischen Heimatmuseums der Deutschen Kolonisten Bessarabiens in Sarata
- Daniel Haase (1877–1939), Oberpastor evangelische Kirche und rumänischer Parlamentsabgeordneter
- Immanuel Winkler (1886–1932), Pastor bessarabiendeutscher Herkunft und Politiker der Schwarzmeerdeutschen
- Karl Schmidt (um 1900), Bürgermeister von Kischinew, Verdienste bei Stadtentwicklung und Aufklärung des Judenpogroms von 1903
- Karl Rüb (1896–1970), Hilfswerk-Gründer für Bessarabien- und Dobrudschadeutsche in der Bundesrepublik Deutschland
- Karl Stumpp (1896–1982), Erforscher des Auslandsdeutschtums in Russland und Bessarabien
- Otto Broneske (1899–1989), Vorsitzender des Deutschen Volksrats für Bessarabien, später Gauleiter für Bessarabien und Vorsitzender der Landsmannschaft der Bessarabiendeutschen
- Immanuel Baumann (1900–1974), Oberpastor evangelische Kirche
- Christian Fieß (1910–2001), Gründer des Heimatmuseums der Bessarabiendeutschen
- Hugo Schreiber (1919–2007), Jurist und Schriftleiter des Mitteilungsblattes der Bessarabiendeutschen
- Edwin Kelm (1928–2021), Vorsitzender der Landsmannschaft der Bessarabiendeutschen
- Arnulf Baumann (1932–2022), Pastor und Bundesvorsitzender des Hilfskomitee der Evangelisch-lutherischen Kirche aus Bessarabien
- Viktor Dulger (1935–2016), Ingenieur, Erfinder, Unternehmer und bedeutender Mäzen der Kunst und Wissenschaft
- Heinrich Fink (1935–2020), Theologe, Inoffizieller Mitarbeiter (IM) des MfS und Vorsitzender der VVN-BdA
- Horst Köhler (1943–2025), Kind bessarabiendeutscher Eltern und ehemaliger deutscher Bundespräsident
- Ute Schmidt (* 1943), Historikerin

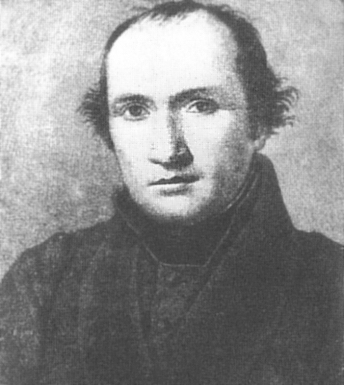
Priester Ignaz Lindl
Gottfried Schulz
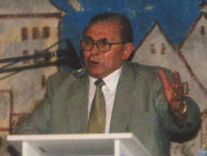
Edwin Kelm
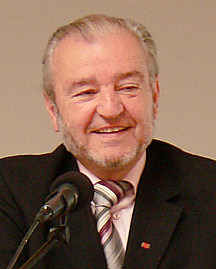
Pastor Arnulf Baumann
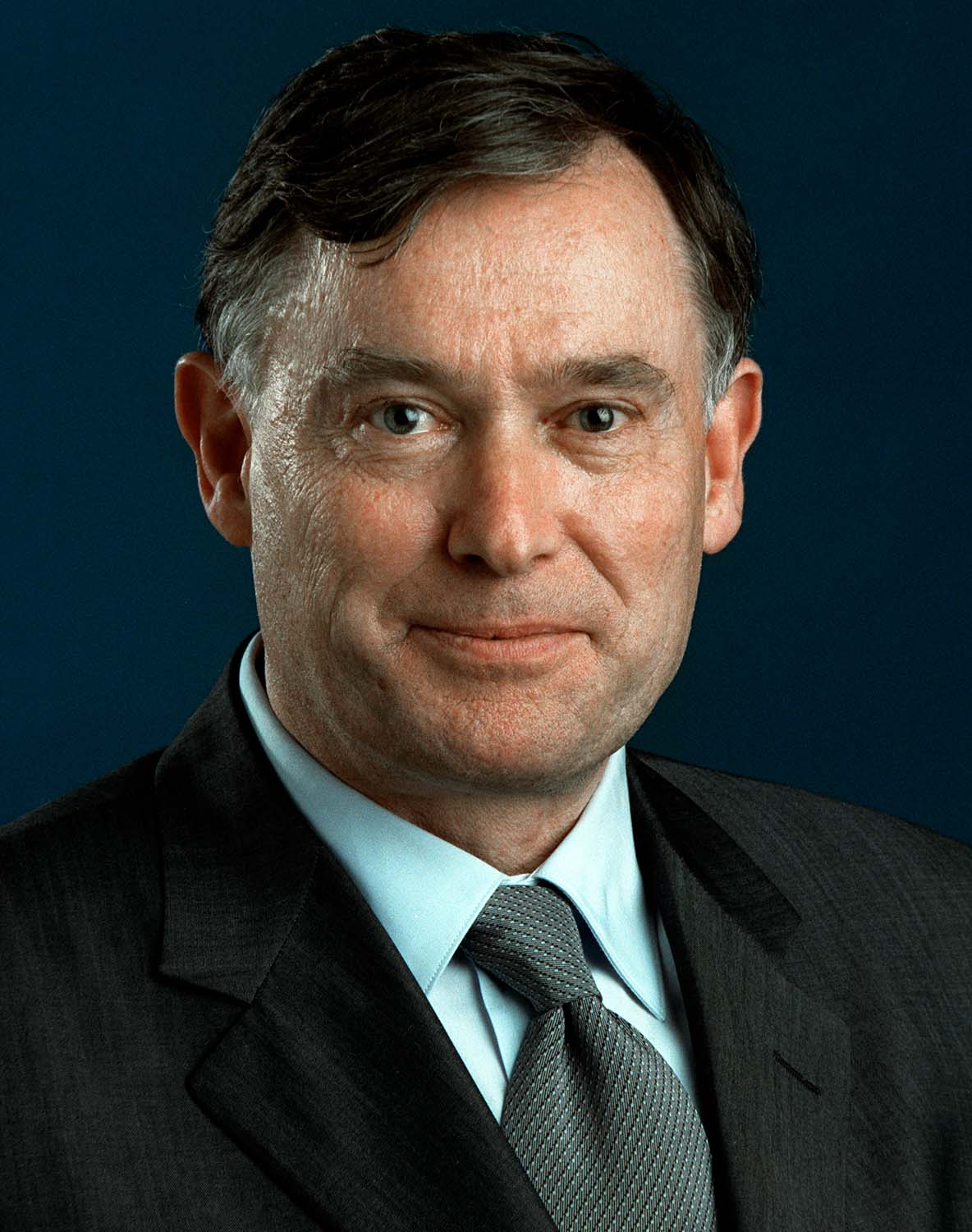
Bundespräsident a. D. Horst Köhler

### Verhältnis zu anderen Nationalitäten und deutschen Volksgruppen

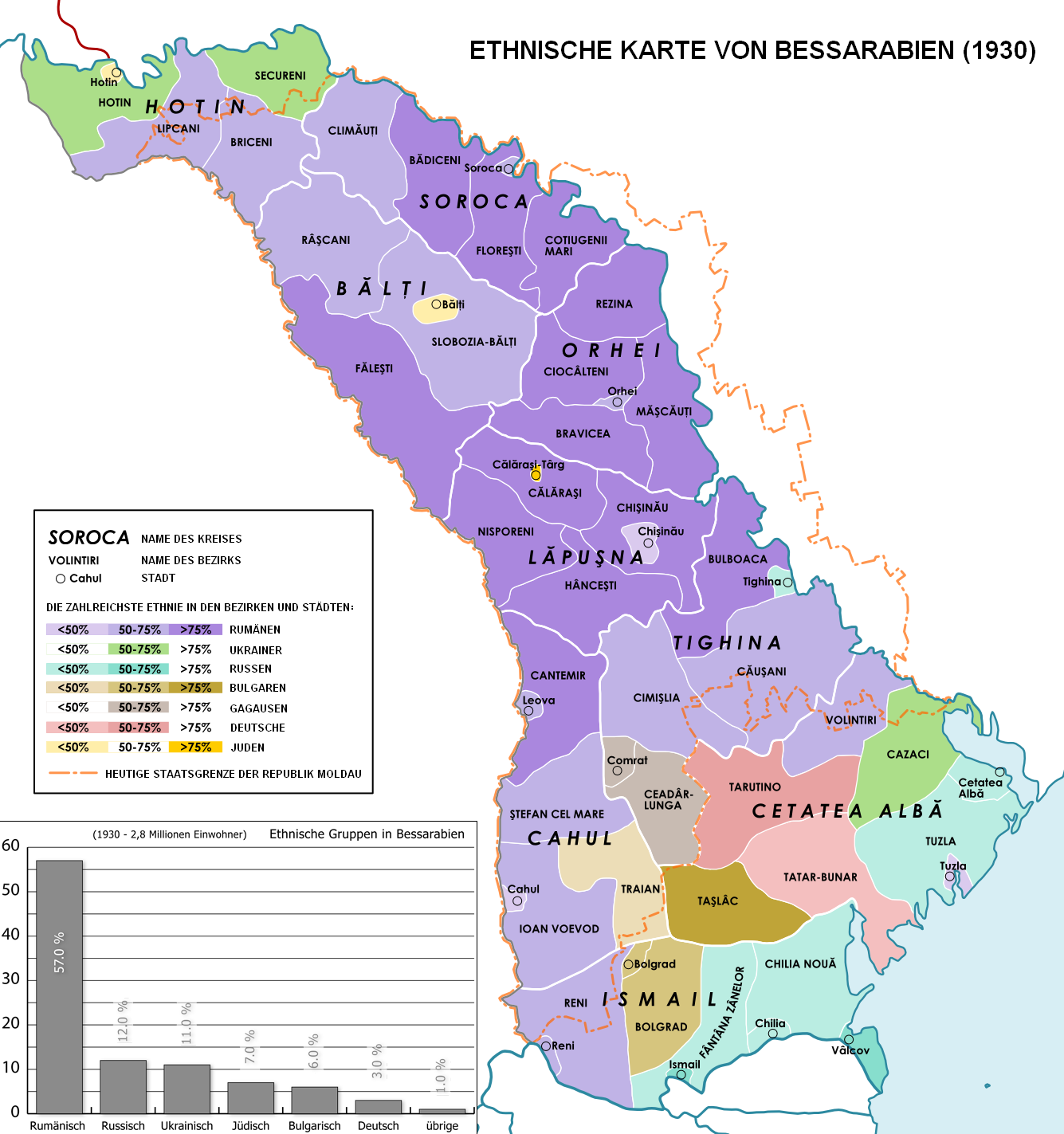
Ethnische Gruppen in Bessarabien (1930)

Bessarabien war von jeher ein multikulturelles Gebiet, das schon immer Durchzugsgebiet für viele Völkerschaften war. Das Gebiet war von einer Vielzahl von Nationalitäten bewohnt, unter denen die Rumänen (Moldauer) die Mehrheit darstellten. Nach den Russen, Ukrainern, Juden und Bulgaren waren die Deutschen in Bessarabien mit einem Bevölkerungsanteil von nur drei Prozent die fünftgrößte Minderheit laut der rumänischen Volkszählung von 1930. Weitere Minderheiten waren die Gagausen, Zigeuner (Roma), Armenier, Griechen und Albaner. Vermischungen unter den Bevölkerungsgruppen waren selten, das Zusammenleben stellte sich als Parallelität dar. Es gestaltete sich in einem Mit- und Nebeneinander über Generationen hin meist friedlich und in guter Nachbarschaft. Gegenüber den übrigen Bevölkerungsgruppen hatten die Deutschen wegen ihrer als typisch deutsch angesehenen Tugenden (Fleiß, Ordentlichkeit, Sparsamkeit) einen wirtschaftlichen Vorsprung. Die Achtung für ihre Verlässlichkeit drückte sich dadurch aus, dass Geschäfte mit dem sprichwörtlichen deutschen Wort abgeschlossen wurden.

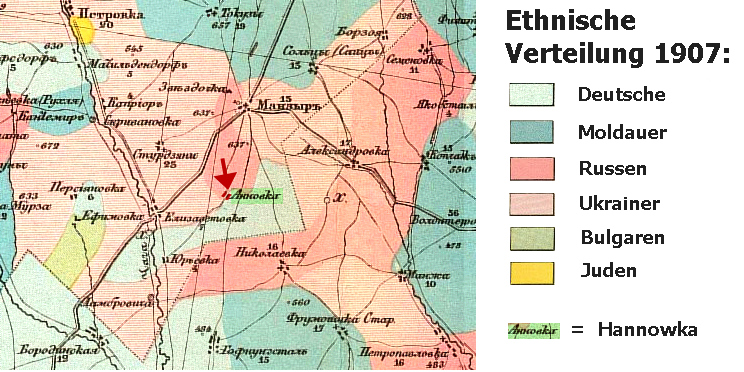
Landkartenausschnitt mit dem Dorf Hannowka von 1907 mit ethnischer Verteilung in einer Region im nördlichen Budschak

Die deutschen Kolonisten bewohnten überwiegend eigene Dörfer, ebenso die anderen Völkerschaften in Bessarabien. In gemischten Dörfern hielten die Deutschen an ihrer nationalen Identität fest. Die Abgrenzung hatte keine nationalsozialistischen (da noch nicht vorhanden) Ursachen oder rassistische Überlegenheitsgefühle. Entscheidender Grund war die unterschiedliche Religionszugehörigkeit. Da Kirche und Religion für die Bessarabiendeutschen identitätsstiftende Momente in der Fremde waren, gab es kaum Mischehen. Trotzdem lebten die verschiedenen Ethnien in friedlicher Kooperation nebeneinander. Die Bessarabiendeutschen beschäftigten auf ihren Höfen vielfach Moldauer, Russen oder Bulgaren als Landarbeiter in der Ernte. Die Deutschen forderten ihren Hilfskräften ebenso harte Arbeit ab, wie sie selbst leisteten, bezahlten und verköstigten sie aber gut.
Umgebende deutsche Volksgruppen waren im Nordwesten die Bukowinadeutschen, im Westen die Siebenbürger Sachsen, im Süden ab der Donaumündung die Dobrudschadeutschen und im Osten ab Odessa die Schwarzmeerdeutschen. Engere Verbindungen bestanden unter den Volksgruppen nicht (außer der gemeinsamen Repräsentierung durch die Deutsche Partei in Rumänien während der Zwischenkriegszeit), jedoch herrschte eine gewisse Fluktuation in Richtung Süden durch Umzüge bei der Suche nach neuem Land.

### Sprache und Mundart
In der Zarenzeit bis 1918 erlernten die Bessarabiendeutschen die russische Staatssprache. Nach dem Übergang Bessarabiens zu Rumänien 1918 musste Rumänisch als neue Staatssprache erlernt werden. Man blieb aber immer der deutschen Muttersprache treu. In den Wortschatz schlichen sich jedoch zahlreiche Fremdwörter ein, die dem dort lebenden Völkergemisch aus rumänischen, ukrainischen, russischen, bulgarischen und gagausischen Bestandteilen entlehnt wurden.
Innerhalb der deutschen Kolonisten gab es zwei unterschiedliche Mundarten, die auf ihrer unterschiedlichen Herkunft aus Deutschland beruhten. Die Sprecher wurden entweder den Schwaben oder den Kaschuben zugeordnet. Als Schwaben galten die aus Süddeutschland ausgewanderten Kolonisten. Ihre Mundarten, die südfränkische und die schwäbische, waren am stärksten vertreten. Aber auch die weniger verbreitete kaschubische niederdeutsche Mundart wurde beibehalten. Kaschubisch hatte dabei nichts mit dem slawischen Stamm der Kaschuben aus dem Danziger Raum gemein. Kaschuben war in Bessarabien eine spöttische Bezeichnung für die
Warschauer Kolonisten, die aus dem Großherzogtum Warschau eingewandert waren. Sie hatten ihren ostpommerschen Dialekt beibehalten.

### Ende der Kolonistenprivilegien und erneute Auswanderung
Seit der Einwanderung hatten die Siedler den privilegierten Status von Kolonisten unter Führung des Fürsorgekomitees für die Kolonisten Südrusslands inne. 1871 wurden die einst auf ewig zugesagten Privilegien zurückgenommen. Man war der Meinung, dass die Kolonisten wegen ihrer guten wirtschaftlichen Lage keiner Förderung mehr bedurften. Die Einführung des 15-jährigen (sechs aktive, neun Reservistenjahre) Militärdienstes ab 1874 und die Landknappheit führten schlagartig zu einer Auswanderung von schätzungsweise 25.000 Personen, insbesondere nach Nordamerika, Brasilien oder Argentinien. Trotz dieser Emigration aus Bessarabien war die deutschstämmige Bevölkerung von 9000 eingewanderten Personen innerhalb von 125 Jahren bis 1940 auf etwa 93.000 Personen angewachsen.

### Russifizierung

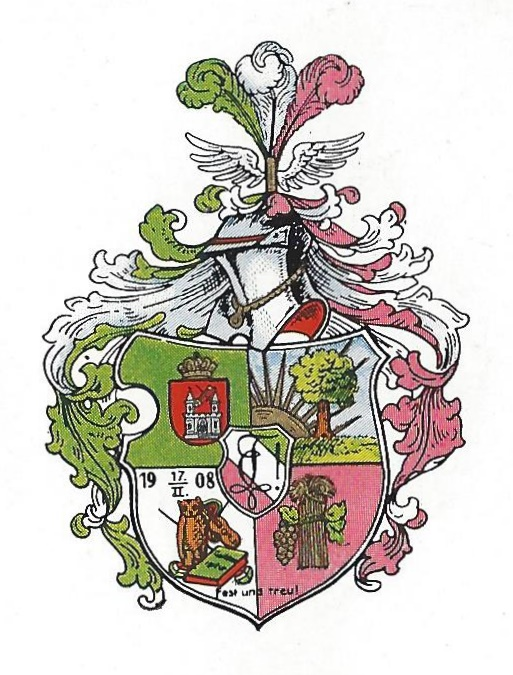
Teutonia – Verbindung der Kolonistensöhne in Dorpat (1908–1914)

Ab 1880 verschärfte sich die Russifizierung im Zuge des aufkommenden Panslawismus. Zu Beginn des 20. Jahrhunderts gingen viele Bessarabien- und Schwarzmeerdeutsche an die Kaiserliche Universität Dorpat, um vor allem Evangelische Theologie zu studieren. Im Februar 1908 gründeten sie den Südländerverein Teutonia. Zu den Mitgliedern gehörten Otto Broneske, Georg Leibbrandt und Karl Stumpp.
Von den Folgen der Russifizierung waren alle Minderheiten im Zarenreich betroffen, vor allem Juden durch Pogrome. Den Bessarabiendeutschen wurde mangelnde Assimilation vorgeworfen. Höhepunkt waren geplante Enteignungen und Deportationen Anfang des Ersten Weltkriegs 1915 sowie durchgeführte Schließungen deutscher Schulen. Als Bessarabien sich 1917 in der Oktoberrevolution vom Russischen Reich absonderte, endete die Repression.

## Rumänisches Zwischenspiel

### Bessarabiens Anschluss an Rumänien
Die Bessarabiendeutschen waren seit ihrer Auswanderung aus den Staaten des Deutschen Bundes über 100 Jahre lang Untertanen des russischen Zaren. Zwischen 1918 und 1940 wurden sie für 22 Jahre rumänische Staatsangehörige. Dies war Folge der russischen Oktoberrevolution 1917, als auch in Bessarabien Unabhängigkeitsbestrebungen aufkamen. Unter der Bezeichnung „Landesrat“ (Sfatul Țării) bildete sich in der bessarabischen Hauptstadt Chișinău (russ. Kischinew) eine nationale Volksversammlung, die die Regierung übernahm. Der Landesrat erklärte 1918, wohl wegen der rumänischen Mehrheit in der Bevölkerung, den Anschluss an Rumänien. Die Bessarabiendeutschen entgingen dadurch dem Schicksal der übrigen Russlanddeutschen und der benachbarten Schwarzmeerdeutschen in der Sowjetunion, das aus sozialer Benachteiligung bis hin zur Deportation oder Zwangsarbeit bestand. Dafür schränkte der rumänische Staat teilweise die kulturelle Autonomie der Bessarabiendeutschen (wie aller Minderheiten) ein. In der Öffentlichkeit durfte nur noch Rumänisch gesprochen werden.

### Nationalsozialistische Bestrebungen
Anfang des 20. Jahrhunderts war nach fast 100 Jahren in der Fremde der Kontakt zum Mutterland Deutschland vollkommen abgebrochen. Die Bessarabiendeutschen blieben, wie viele andere Volksgruppen im neu entstandenen Großrumänien nach 1918, weiterhin eine nationale Minderheit. Politisch hatten sie sich im als konservativ geltenden und kirchlich ausgerichteten Deutschen Volksrat für Bessarabien organisiert. Dessen Repräsentanten waren Honoratioren aus Kirche und Wirtschaft.
Mit der Machtergreifung Hitlers 1933 griffen nationalsozialistische Ideen auch auf das rund 1500 km entfernte Bessarabien vermehrt über. Der größte Teil der bäuerlich, kirchlich geprägten Bessarabiendeutschen blieb an den Entwicklungen in Deutschland politisch desinteressiert bis ablehnend. Nährboden für den Erfolg der NS-Ideen waren:
- idealisiertes Deutschlandbild
- Diskriminierung von Minderheiten durch die Rumänisierungspolitik
- Aufbegehren der Jugend und der Intellektuellen gegen die konservativ und kirchlich ausgerichtete Führungsgruppe

Der aufkommende Nationalsozialismus unter den Bessarabiendeutschen speiste sich aus den Quellen:
- Aus Siebenbürgen, das ebenso wie Bessarabien Teil von Rumänien war, kam der Einfluss durch die Nationalsozialistische Selbsthilfebewegung der Deutschen in Rumänien (NSDR) und nach deren Verbot 1933 durch die Nachfolgeorganisation Nationale Erneuerungsbewegung der Deutschen in Rumänien (NEDR), die sich 1934 wegen interner Machtkämpfe auflöste. Die Anhänger organisierten sich in der Deutschen Partei in Rumänien, deren zeitweise Vorsitzender der Nationalsozialist Fritz Fabritius war.
- Die bessarabische Jugendbewegung, die ursprünglich von der deutschen Wandervogelbewegung beeinflusst war, passte sich äußerlich allmählich der Hitler-Jugend an. Es wurden festliche Zusammenkünfte durchgeführt mit NS-ähnlichem Auftreten durch Embleme, Trachten und Heldenehrungen. Initiator der Jugendbewegung war Artur Fink aus Tarutino. Er organisierte eine eher sportlich orientierte Jugendarbeit mit Geländespielen, aber auch mit paramilitärischen Märschen. Auch gab es vermehrte Besuchskontakte zum Mutterland Deutschland. Die Ideologisierung im nationalsozialistischen Sinne erfolgte bei Schulungen im siebenbürgischen Hermannstadt.
- 1933 bildete sich in Tarutino die Bessarabische Deutsche Erneuerungsbewegung Volksdienst. Ihr gehörten Intellektuelle (Lehrer, Kirchenführer) als nicht-bäuerliche Berufsgruppen[13] an. Sie strebte eine völkische Erweckung an, idealisierte Deutschland und war antikommunistisch ausgerichtet. Die Gruppe löste sich bald auf und schloss sich der siebenbürgischen Nationalen Erneuerungsbewegung der Deutschen in Rumänien (NEDR) an. Nach deren Auflösung 1935 existierten nationalsozialistische Ideen weiterhin bei Vertretern der Volksgruppe, allerdings hielten jahrelange Flügelkämpfe um die Macht und die politische Ausrichtung an. Der radikalere Flügel der Erneuerungsbewegung übernahm aus Deutschland NS-Ideologien einschließlich des Führerprinzips. Der gemäßigte Flügel hielt das Vertreten der nationalsozialistischen Rassen- sowie Blut-und-Boden-Lehre im Ausland für nicht angebracht. Er strebte die politische Gleichstellung der deutschen Minderheit im rumänischen Mutterland an.

## „Heim ins Reich“
Zur Absicherung des Überfalls auf Polen schloss das Deutsche Reich den Deutsch-Sowjetischen Nichtangriffspakt im August 1939 und zur Aufteilung Polens den Deutsch-Sowjetischen Grenz- und Freundschaftsvertrag im September ab. In vertraulichen Teilen wurden sogenannte Interessensgebiete zwischen Deutschland und der Sowjetunion festgelegt (Bessarabien lag im sowjetischen) und um Nationalitätenkonflikten vorzubeugen die Umsiedlung von deutschen und sowjetischen Minderheiten auf freiwilliger Basis vereinbart. Hitler ernannte Heinrich Himmler im Oktober 1939 zum Reichskommissar für die Festigung deutschen Volkstums und beauftragte ihn mit der ethnischen Umgestaltung (Eindeutschung) Polens. Dazu wurden in sogenannten Nahplänen die Vertreibung von Polen und Juden aus den neuen Ostgebieten des Reiches organisiert, deren Boden und Besitz für die Ansiedlung rassisch einwandfreier Volksdeutscher aber auch Deutscher aus dem Altreich diente. Die völkischen Umsiedlungsexperten kehrten mit dem Slogan „Heim ins Reich“ die angebliche Sicherung des Überlebens deutscher Minderheiten in den propagandistischen Vordergrund, tatsächlich ging es den nationalsozialistischen Bevölkerungsplanern darum, zusätzliche Menschenreserven und Arbeitskräftepotentiale für ihre langfristig angelegte Eroberungs-, Vertreibungs-, Umvolkungs- und Vernichtungspolitik zu erhalten.

### Sowjetische Besetzung Sommer 1940
Nach dem Ende des deutschen Westfeldzugs mit der Unterzeichnung des Waffenstillstands von Compiègne am 22. Juni 1940 sah die Sowjetunion den Zeitpunkt gekommen, die Rückgabe der ehemals russischen Gebiete Bessarabiens von Rumänien zu fordern. Mit der militärischen Niederlage Frankreichs hatte Rumänien seinen Bündnispartner verloren. Nach der sowjetischen Besetzung Bessarabiens am 28. Juni 1940 durch die Rote Armee bekam Rumänien zuvor ein 48-stündiges Ultimatum zur Abtretung gestellt. Rumänien machte zwar mobil, nahm den Kampf jedoch nicht auf, denn die deutsche Regierung empfahl, den sowjetischen Forderungen nachzugeben. Wie im Geheimen Zusatzprotokoll des Hitler-Stalin-Pakts von 1939 verabredet, duldete das Deutsche Reich die Besetzung. Gegenüber der Sowjetunion bekundete es sein Desinteresse an der Bessarabischen Frage, aber nicht am Schicksal der etwa 94.000 Angehörigen der dort lebenden deutschsprachigen Minderheit. Es verlangte die Umsiedlung der deutschstämmigen Bevölkerung gemäß dem 1939 geschlossenen Deutsch-Sowjetischen Grenz- und Freundschaftsvertrag ins Deutsche Reich. Im Juli 1940 begannen deutsch-sowjetische Verhandlungen über die Umsiedlung, die zum deutsch-sowjetischen Staatsvertrag über die Umsiedlung der Volksdeutschen aus Bessarabien und Nord-Bukowina führten. Der Umsiedlungsvertrag wurde am 5. September 1940 von der Sowjetunion und dem Deutschen Reich in Moskau unterzeichnet.:deutsche Fassung. Er ermöglichte allen Bessarabiendeutschen die Umsiedlung nach Deutschland. Jeder Bewohner ab 14 Jahre konnte die Entscheidung darüber selbst treffen. Propagierte Gründe, in die Umsiedlung einzuwilligen und sie sogar als Rettungsmaßnahme anzusehen, waren:
- Furcht vor Rechtlosigkeit (Deportation)
- Aufgabe des eigenen Bodens (Zwangskollektivierung)
- Ende des deutschen kulturellen und kirchlichen Lebens
- Einsetzende Verarmung in Bessarabien schon vor der Besetzung
- Hoffnung auf ein materiell besseres Leben im Deutschen Reich
- „Völkische Pflicht“ zur „Rückkehr“ ins „Mutterland“

### Zwischen totalitären Regimen
Die Umsiedlung war faktisch ein Rückzug aus 125 Jahre alten Siedlungsgebieten deutscher Ostsiedler. Unter dem Motto Heim ins Reich schlachtete das NS-Regime die Umsiedlung für ihre propagandistischen Zwecke aus. Der erlittene Heimatverlust von 93.000 Menschen durch die Heimkehr ins Reich wurde sogar ins Gegenteil verkehrt. Zitat:
- „Freudig lässt er“ (der bessarabiendeutsche Bauer) „Haus und Hof zurück und kehrt mit wenig Habseligkeiten heim ins Reich. Sein sehnlichster, jahrelanger Wunsch, in deutsche Heimatgaue wieder zurückkehren zu dürfen, ist heute zur Tatsache geworden.“[18]

Ein an der Umsiedlung beteiligter SS-Mann skizzierte seine ausgewanderten Landsleute im NS-Propagandastil so:
- „In völkischer und teilweise auch in rassischer Hinsicht ist der bessarabische Bauer als gut zu bezeichnen. Er ist den Sitten und Gebräuchen sowie der Sprache und dem Dialekt seiner Väter durch ein Jahrhundert treu geblieben.“[18]

Zur Entscheidung zum Weggehen der Bessarabiendeutschen im Herbst 1940 trugen wesentlich die Maßnahmen der neuen sowjetischen Machthaber bei, wie:
- Ablieferung eines Erntesolls
- Schließung der deutschen Schulen
- Beschlagnahmung von Krankenhäusern und Apotheken
- Enteignung von Banken und Industrieunternehmen
- Verhaftung von Gutsbesitzern und Angehörigen anderer Volksgruppen

Sowjetischen Quellen zufolge dienten die Maßnahmen im Okkupationsgebiet der Sowjetisierung und dem Kampf gegen konterrevolutionäre Tätigkeiten. Sie setzten sich auch nach dem Weggang der Deutschen fort. Ende 1940 wurden die verlassenen Ländereien neu gegründeten Sowchosen und Kolchosen zugeteilt. Im Jahre 1941 wurden ca. 30.000 Bewohner Bessarabiens als „antisowjetische Elemente“ in Gulags nach Sibirien deportiert.

### Umsiedlung Herbst 1940
Nahezu geschlossen entschied sich im September 1940 die 93.000 Personen umfassende deutsche Volksgruppe zur Umsiedlung und verließ ihre rund 150 bessarabiendeutschen Siedlungen. Zurück blieben nur etwa 1000 Deutsche (meist wegen Ehepartnern anderer Volkszugehörigkeit oder hohen Alters). Die praktische Durchführung lag bei der Volksdeutschen Mittelstelle (VoMi), einer SS-Organisation. 600 uniformierte SS-Männer (ohne Rangabzeichen) wurden nach Bessarabien entsandt. Sie registrierten die Umsiedlungswilligen jeweils in den örtlichen Schulen. Zwecks späterer Entschädigung schätzten Taxatoren in einer deutsch-sowjetischen Umsiedlungskommission den Wert des zurückbleibenden Eigentums, wie Grundstücke mit Gebäuden und Inventar, Viehbestand, Ernte. Dabei kam es wegen unterschiedlicher Auffassungen zum Begriff des persönlichen Eigentums zu erheblichen Meinungsverschiedenheiten über die Vermögenswerte.
Zwischen dem 2. und 25. Oktober 1940 reisten die meisten Bessarabiendeutschen mit 30 kg Gepäck pro Person ab. Frauen und Kinder wurden auf Lkw zu den bis zu 150 km entfernten Häfen der Donau Reni, Kilija und Galați (Galatz) transportiert, wo sie in Sammellagern unterkamen. Die Männer folgten dorthin als Treck mit Planwagen. Nach kurzem Aufenthalt ging es auf Ausflugsdampfern der Donauflotte 1000 km donauaufwärts in Richtung Deutschland. Zielort der Schiffe waren Prahovo und Semlin bei Belgrad, wo Durchgangslager entstanden. Von dort reisten die Umsiedler nach kurzem Aufenthalt mit dem Zug ins Deutsche Reich. Viele im damaligen Jugoslawien lebende Volksdeutsche hatten sich als freiwillige Helfer zur Verfügung gestellt.
Bei der Umsiedlung wurden behinderte und kranke Menschen sowie die Bewohner der Barmherzigkeitsanstalt Alexander-Asyl in Sarata von ihren Familien getrennt und in Sondertransporten in staatliche Einrichtungen im Deutschen Reich verbracht. Dort kamen sie
teilweise im Rahmen der nationalsozialistischen Krankenmorde um. Das Schicksal dieser „verschwundenen Umsiedler“
wurde von 2007 bis 2010 erforscht. 2016 richtete der Bessarabiendeutsche Verein an seinem Sitz in Stuttgart eine Gedenkstätte ein und erinnert bei einem jährlichen Gedenktag am 25. September an die Schicksale der kranken Umsiedler, die zu Opfern der NS-Verfolgung wurden.

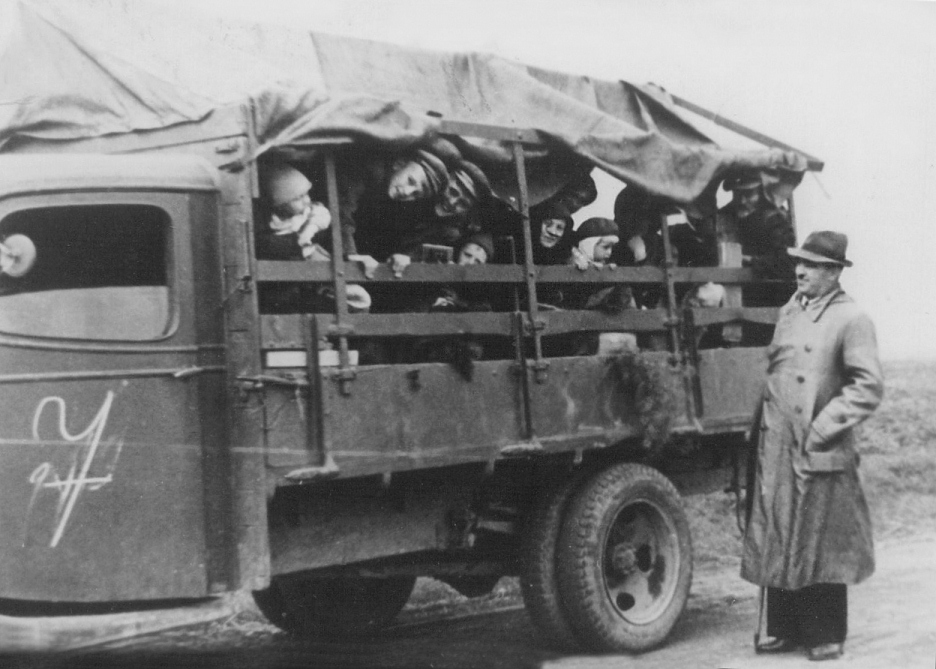
Abtransport aus Klöstitz
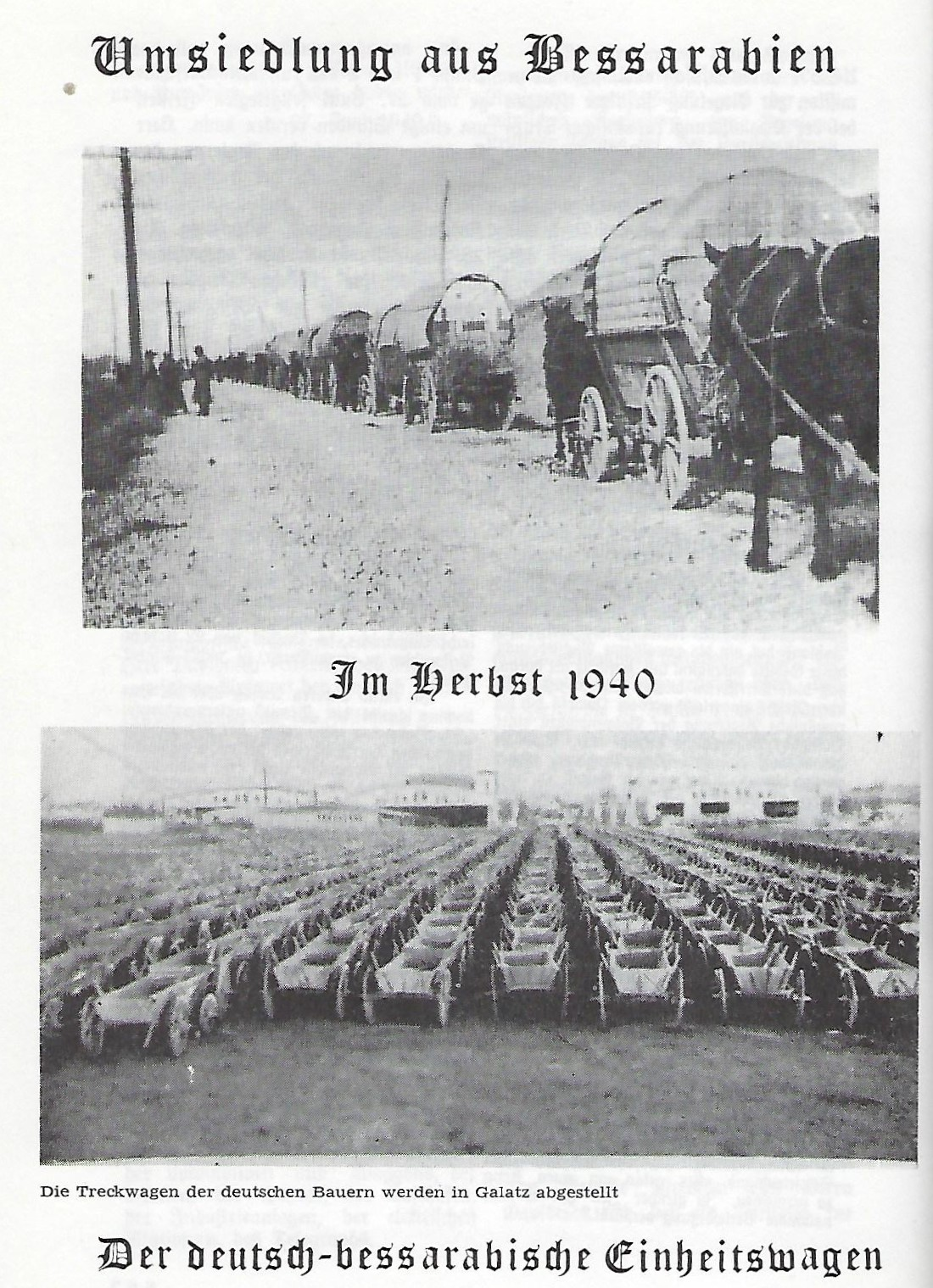
Treck nach Galați
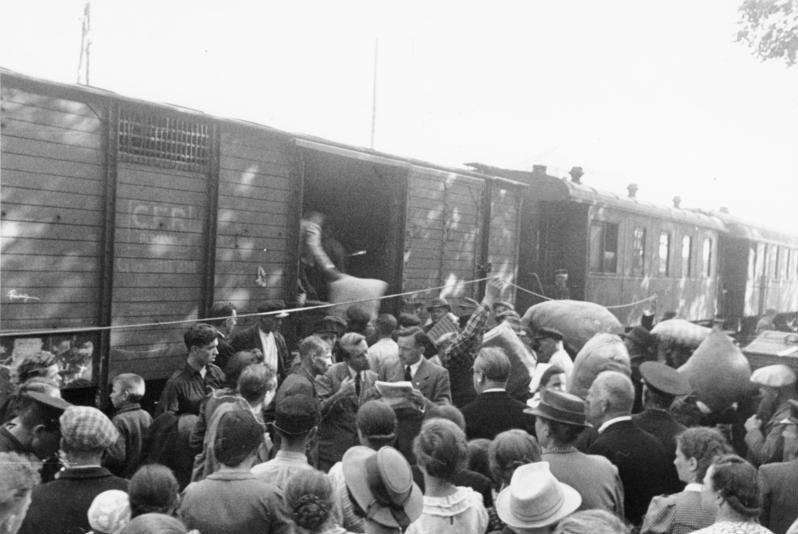
Transport nach Galați
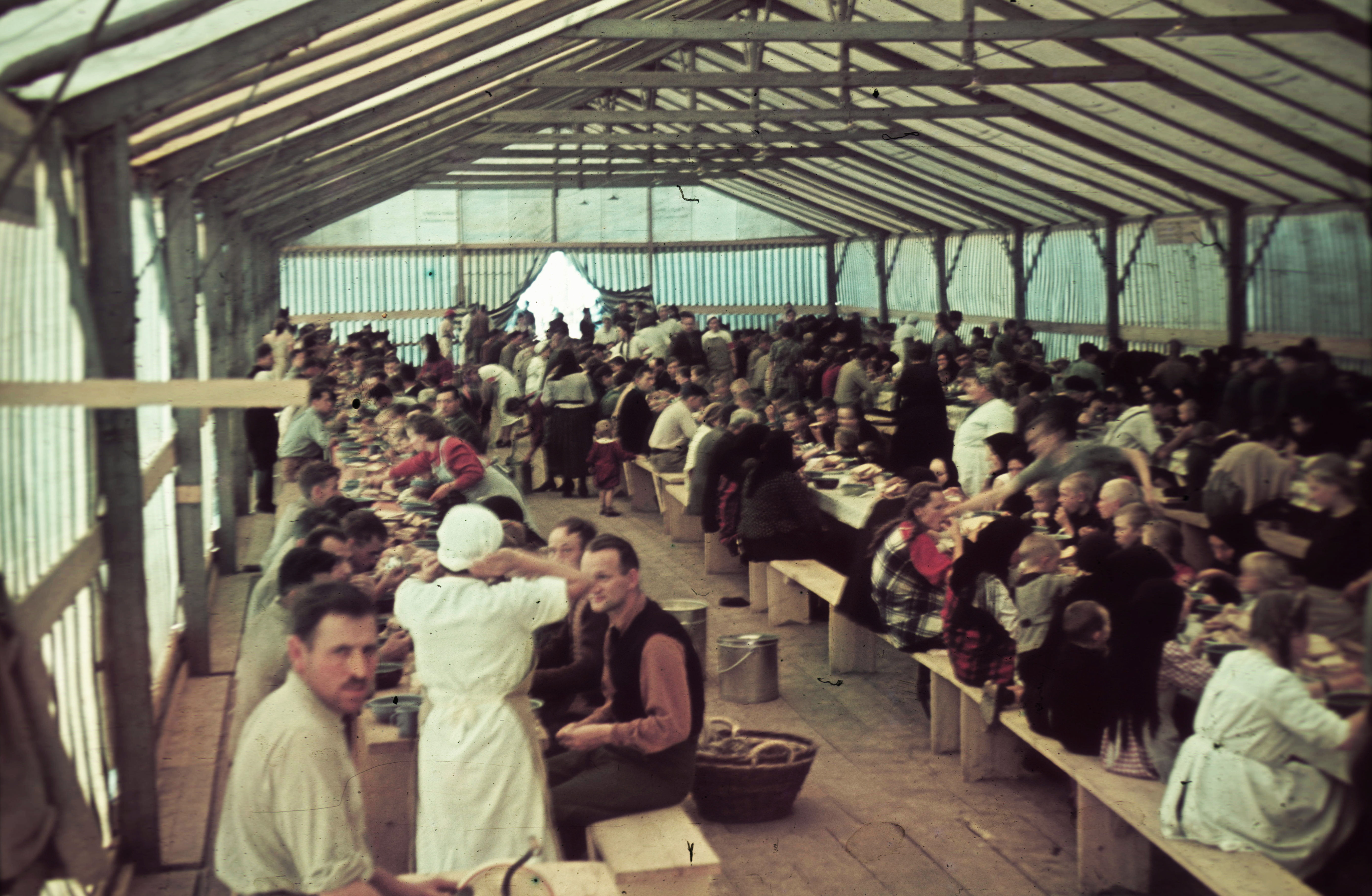
Durchgangslager in Semlin
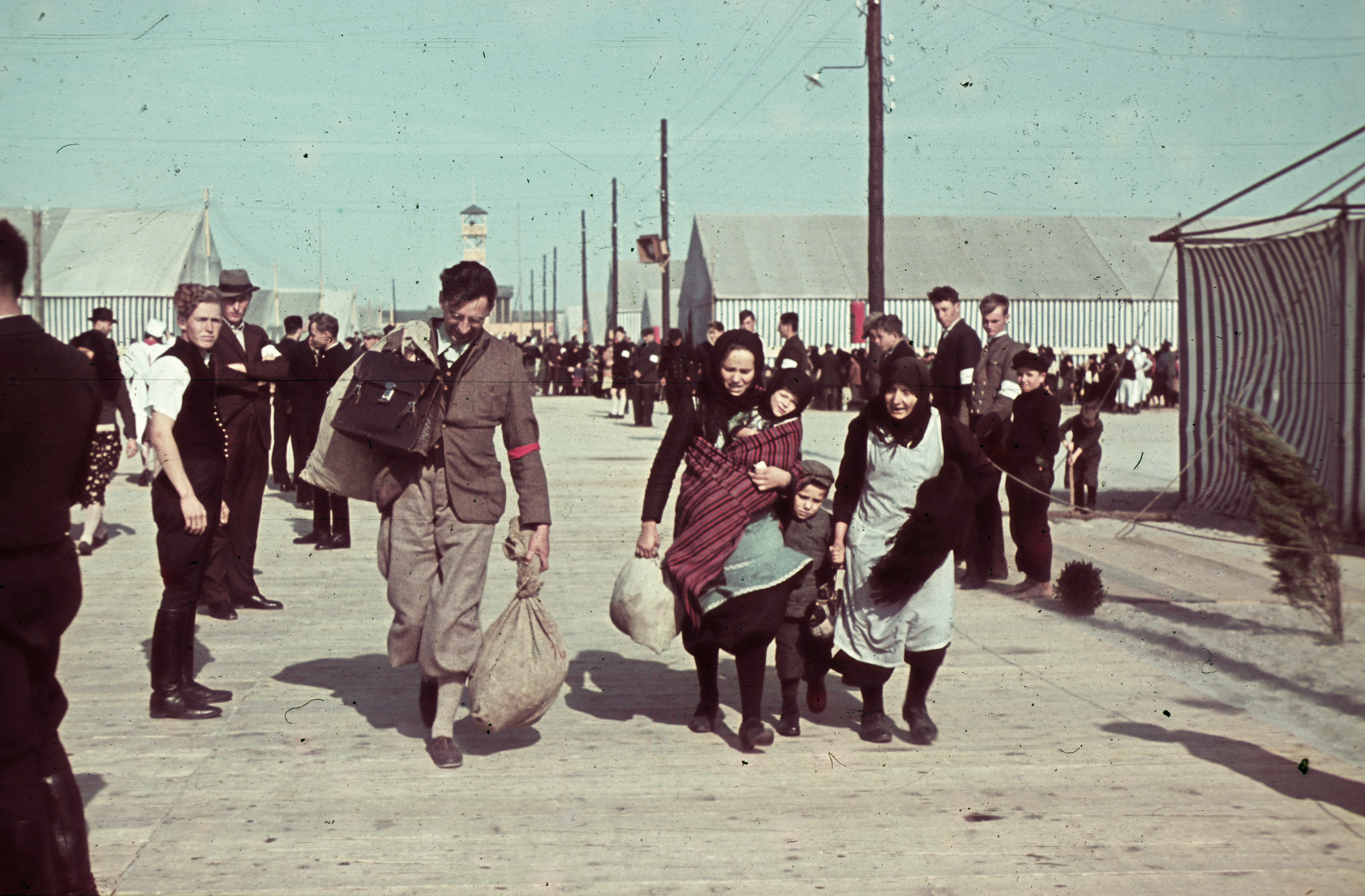
Bessarabiendeutsche in Semlin

### Lageraufenthalt und Einbürgerung

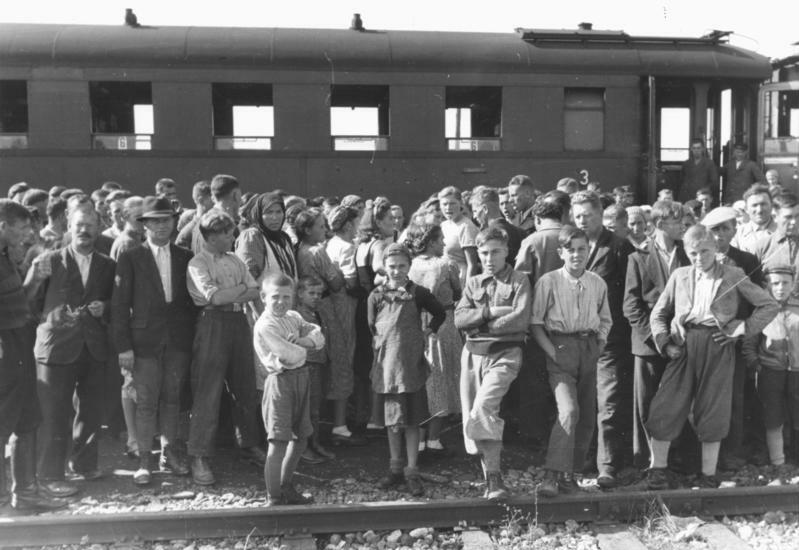
Bessarabien- und bukowinadeutsche Umsiedler am Bahnhof Graz-Puntigam, November 1940

Nach ihrer Ankunft Ende 1940 im Reich wurden die Bessarabiendeutschen in rund 250 Umsiedlungslagern in Sachsen, Franken, Bayern, im Sudetenland und im angeschlossenen Österreich untergebracht. Sie lebten ein bis zwei Jahre in drangvoller Enge in Schulen, Turnhallen oder Ballsälen von Gasthäusern.
Wie bei allen Rückkehrern stand die einheimische deutsche Bevölkerung auch den Bessarabiendeutschen wegen ihrer fremdartigen Sitten und Gebräuche zunächst distanziert gegenüber. Wegen ihrer Herkunftsregion Bessarabien wurden sie anfangs für Araber gehalten und spöttisch als Bessere Araber bezeichnet. Wegen der aus ihrer Heimat mitgebrachten, schwarzen Karakulmützen nannte man sie auch Pudelmützen.
Bereits in der Anfangszeit der Rückkehr wurden wehrfähige Männer zum Militärdienst eingezogen. Männer entgingen dem Lageraufenthalt auch in der Weise, dass sie sich freiwillig zur SS meldeten. Dort gab es Bedarf wegen ihrer Dreisprachigkeit (deutsch, rumänisch, russisch), was ihnen an der Ostfront eine Dolmetschertätigkeit bei der Verfolgung von Partisanen, Juden und Kommissaren der Roten Armee ermöglichte. Unter den Bessarabiendeutschen wie auch unter anderen rumänischen Staatsbürgern deutscher Herkunft fand die Waffen-SS willkommene Rekruten.
Während des Lageraufenthaltes hatten die vom Status her Volksdeutschen ein Einbürgerungsverfahren über sich ergehen zu lassen. Dazu gehörte eine gesundheitliche und rassisch-politische Untersuchung. Nur wer als gesund, rassisch wertvoll und politisch zuverlässig eingestuft wurde, kam für die Ansiedlung als freier Bauer auf eigener Scholle in den von Hitler-Deutschland eroberten polnischen Ostgebieten (O-Fälle) oder als Rekrut der Waffen-SS infrage.
Etwa 12.000 Bessarabiendeutsche wurden aus verschiedenen Gründen (gesundheitliche, rassische, politische) als für eine Ansiedlung im Osten nicht für wert befunden und mussten sich als Arbeiter im Alt-Reich (A-Fälle) verdingen. Bauern, die zuvor Höfe mit 30 und mehr Hektar erfolgreich bewirtschaftet hatten, sollten wegen ihrer baltischen Backenknochen, ihrer Brustbehaarung oder Krankheitsfällen in der Familie kein Land im Osten zur Siedlung erhalten, da dort nach Himmlers Maxime eine blonde Provinz gestaltet werden sollte. Das war ein offener Bruch des Versprechens, die Volksgemeinschaft wieder geschlossen und bei angemessener Entschädigung ihres zurückgelassenen Vermögens anzusiedeln.

### Neuansiedlung im besetzten Polen

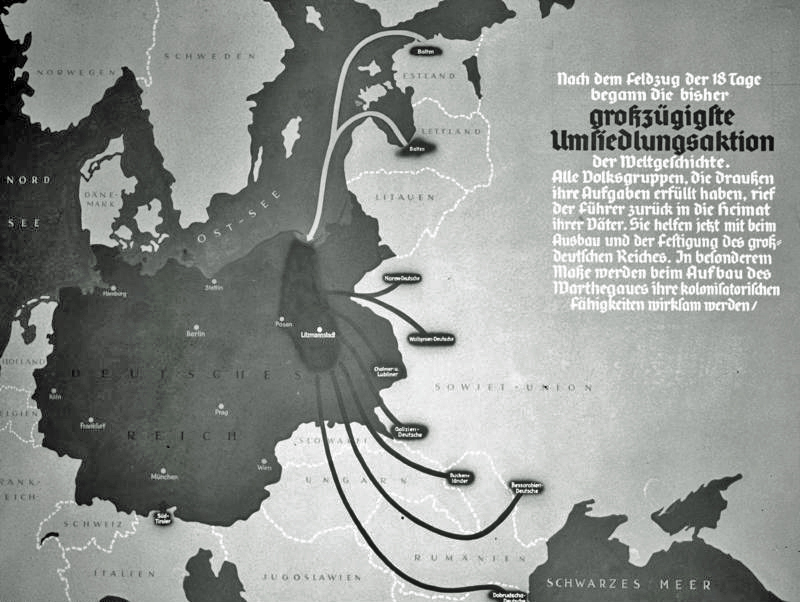
Herkunft der im Wartheland angesiedelten Volksdeutschen (zeitgenössische Propagandakarte)

1941/42 wurden die Bessarabiendeutschen im besetzten Polen, vor allem im Wartheland, in Danzig-Westpreußen und in geringem Ausmaß auch im Generalgouvernement neu angesiedelt. Dies geschah im Rahmen des Generalplanes Ost, eines nationalsozialistischen Siedlungsprojektes zur Germanisierung. Die deutsche Besatzungsmacht beschlagnahmte den Besitz und die Höfe polnischer Bewohner. Der Besitz wurde von deutschem Militär durch Gewaltanwendung oder Androhung von Gewalt freigemacht. Unmittelbar danach (Zitat: „Manchmal waren die Betten noch warm“) wurden bessarabiendeutsche Familien zu den Höfen verbracht, die sie als (vorläufige) Entschädigung für ihr verlassenes Eigentum in Bessarabien erhielten. Oft dienten die ehemaligen polnischen Besitzer auf den Höfen als Knechte. Viele der Bessarabiendeutschen, die einer strengen kirchlichen Tradition entsprangen, sahen das Unrecht bei ihrem Neuanfang im Deutschen Reich. Trotzdem nahmen sie die zugewiesenen Höfe an und wagten den Neuanfang als selbstständige Bauern nach der bitteren Zeit der Untätigkeit und Enge während ihres ein- bis zweijährigen Lageraufenthaltes.
Es wurden auch Bessarabiendeutsche im Rahmen der Aktion Zamość im Generalgouvernement nahe der russischen Grenze angesiedelt. Dies führte zu nächtlichen Partisanenüberfällen, bei denen viele Neuansiedler ihr Leben verloren. Wahrscheinlich aus den vertriebenen Hofbesitzern hervorgegangen, holten sich Partisanen ihren Teil zurück. Auch die SS-Landwacht Zamosc, eine Selbstschutzorganisation aus den Reihen der deutschstämmigen Neuansiedler unter Leitung der SS, konnte die Überfälle nicht stoppen.

### Flucht nach Westen
Als 1944/45 die Rote Armee und damit die Front näher rückte, war nach nur zwei Jahren das deutsche Siedlungs- und Germanisierungsprojekt im Osten gescheitert. Die Bessarabiendeutschen, wie die übrige ansässige deutsche Bevölkerung, flüchteten in Flüchtlingstrecks nach Westen in das Gebiet der späteren Bundesrepublik Deutschland und der späteren Deutschen Demokratischen Republik. Viele wurden von der heranziehenden Front überrollt und verblieben, teilweise für Jahre, in polnischen Gebieten bis zu ihrer Ausweisung nach Deutschland.

## Bessarabiendeutsche in Deutschland

### Integration
Im Nachkriegsdeutschland waren von den rund 93.000 aus Bessarabien umgesiedelten Personen nach dem Zweiten Weltkrieg etwa 80.000 Personen in Deutschland angekommen. Im Krieg waren etwa 2200 Angehörige der Volksgruppe umgekommen. In der unmittelbaren Nachkriegszeit lebten rund 50.000 Personen im Süden der Bundesrepublik Deutschland, etwa 20.000 Personen im Norden der Bundesrepublik und etwa 10.000 Menschen im Gebiet der Deutschen Demokratischen Republik. Eine statistische Auswertung der Heimatortskartei ergab 1964, dass noch rund 79.000 Menschen lebten, davon etwa 65.000 Personen in der Bundesrepublik und circa 12.000 Personen in der DDR.
Als Neuankömmlinge wurde den Bessarabiendeutschen, wie den übrigen Heimatvertriebenen aus den deutschen Ostgebieten, eine enorme Integrationsleistung abverlangt. Als Bauernvolk kannten sich die meisten Angehörigen dieser Volksgruppe nur in der Landwirtschaft aus. In Deutschland als besitzlose Flüchtlinge angekommen, gelang nur den wenigsten der Neustart als selbständige Landwirte. Die meisten Bessarabiendeutschen wandten sich beruflich nach 1945 von der Landwirtschaft ab und wurden in West- wie in Ostdeutschland zu Industriearbeitern. Da sie ihr Eigentum 1940 in Bessarabien zurückgelassen hatten und in der Zeit des Dritten Reichs keine Entschädigung erhalten hatten, nahmen die in der Bundesrepublik Deutschland lebenden ab 1952 am Lastenausgleich teil. Das bot einen teilweise finanziellen Ersatz. Ein Großteil der Volksgruppe siedelte sich in Baden-Württemberg an, von wo aus die Vorfahren einst ausgewandert waren. Die Integration der Bessarabiendeutschen in die deutsche Gesellschaft ging auf die gleiche Weise wie bei anderen Heimatvertriebenen schnell vonstatten und war in den ersten Nachkriegsjahren abgeschlossen.
Im Bestreben, weiterhin die Landwirtschaft ausüben zu können, kamen in den 1950er Jahren innerhalb der Bessarabiendeutschen in Westdeutschland Auswanderungspläne auf. Man wollte in großer Anzahl gemeinsam ins südamerikanische Paraguay auswandern. Die Pläne konnten aus finanziellen Gründen nicht realisiert werden.

### Organisierung

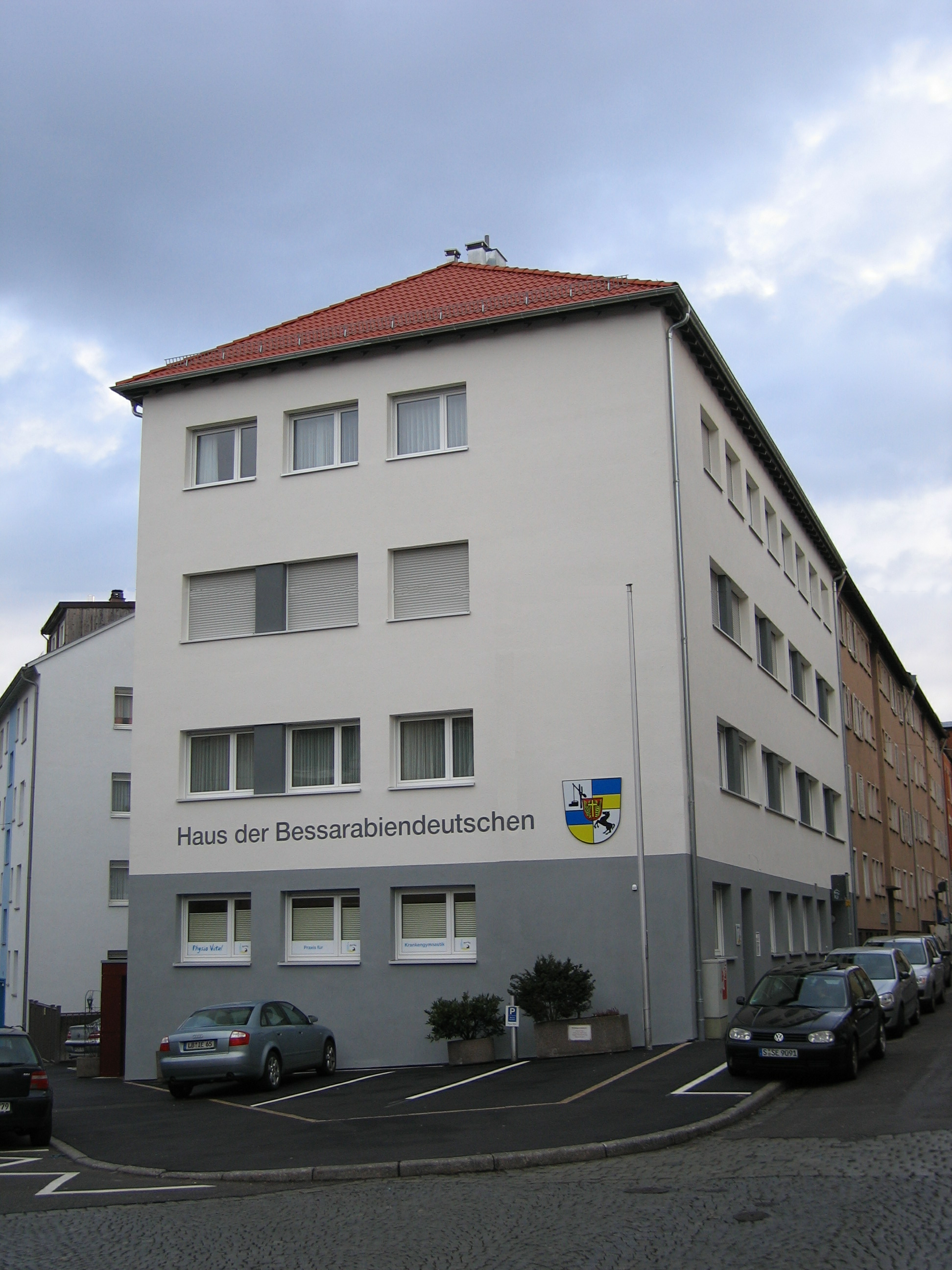
Haus der Bessarabiendeutschen in Stuttgart

Während in der DDR Vertriebenenvereine und heimatliche Vereinigungen aus politischen Gründen verboten waren, schufen sich nach dem Zweiten Weltkrieg Bessarabiendeutsche in der Bundesrepublik Deutschland die Organisationen:
- Landsmannschaft der Bessarabiendeutschen
- Heimatmuseum der Deutschen aus Bessarabien und der Dobrudscha
- Hilfskomitee der Evangelisch-lutherischen Kirche aus Bessarabien
- Alexander-Stift (Diakonische Altenpflegeeinrichtung)

Im Jahre 1960 errichtete die Landsmannschaft in Stuttgart das Heimathaus der Bessarabiendeutschen. Der Standort Stuttgart wurde gewählt, da seit 1954 eine Patenschaft zur Stadt bestand. Grund war auch die Herkunft der meisten Angehörigen der Volksgruppe aus dem Gebiet des heutigen Baden-Württembergs vor der Auswanderung Anfang des 19. Jahrhunderts.
Im Jahre 2006 fusionierten die einzelnen Organisationen zum Bessarabiendeutschen Verein, die Altenpflegeeinrichtung Alexanderstift wurde jedoch aus wirtschaftlichen Gründen selbstständig.
Pietistische Kreise formierten sich in der Nachkriegszeit im Bessarabischen Gemeinschaftsverband, auch Bessarabischer Gebetsverein genannt. 1974 erfolgte die Umbenennung in Evangelischer Gemeinschaftsverband Nord-Süd.

### Traditionspflege

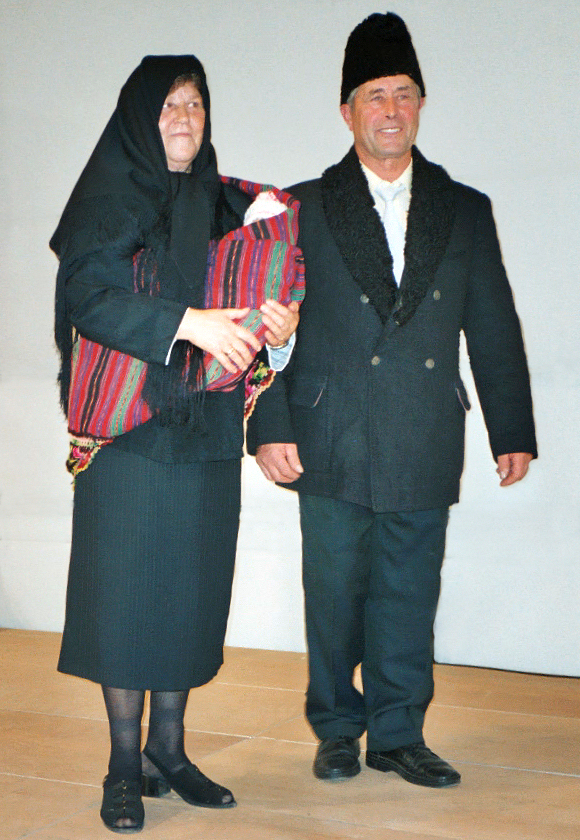
Bauernpaar mit Kleinkind in früherer Landestracht bei einem Heimattreffen, 2003

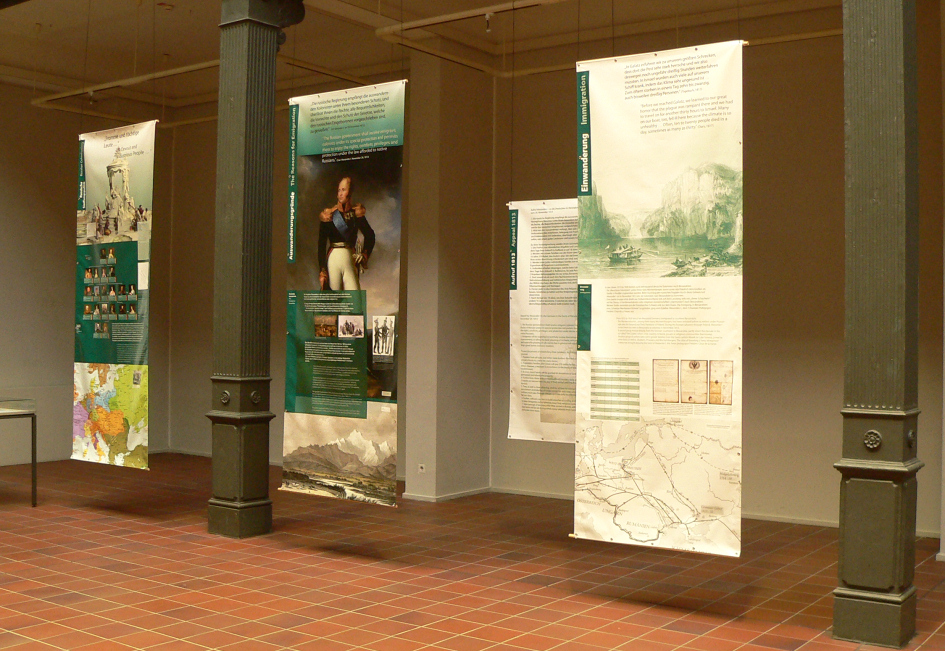
Wanderausstellung Fromme und tüchtige Leute … Die deutschen Siedlungen in Bessarabien 1814–1940

Heute pflegt der Bessarabiendeutsche Verein die Kultur und Tradition der Bessarabiendeutschen. Monatlich erscheint ein Mitteilungsblatt, jährlich ein Heimatkalender.
Regelmäßig finden Heimattreffen oder Jubiläumsveranstaltungen aus Anlass von Dorfgründungen (im Jahre 2004/05 zahlreiche 190-Jahr-Feiern) statt. Regelmäßige Veranstaltungsorte sind Stuttgart und Bad Sachsa. Es werden auch Kochkurse angeboten, um die bessarabiendeutsche Küche weiterzugeben. Etwa seit 2005 stiegen die Veranstaltungen und auch die Teilnehmerzahlen an, obwohl die Erlebnisgeneration des 1940 verlassenen Siedlungsgebietes größtenteils nicht mehr lebt. Bei den Treffen wird häufig das zweiversige Heimatlied der Bessarabiendeutschen, das Albert Mauch 1922 verfasste, gesungen. Es ist ein verbindendes Musikstück.
Seit 2010 gibt es eine Wanderausstellung unter dem Motto Fromme und tüchtige Leute … Die deutschen Siedlungen in Bessarabien 1814–1940, die die Geschichte der deutschen Kolonisten von der Ansiedlung 1814 in Bessarabien bis heute darstellt. Bisherige und künftige Stationen waren beziehungsweise sind Chișinău, Comrat, Cahul, Tarutino, Odessa, München, Bilhorod-Dnistrowskyj, Minneapolis, Bismarck, Stuttgart, Czernowitz, Hannover, Ismail, Ulm, Balti und Bonn. Die Ausstellung ist von der Historikerin Ute Schmidt und dem bildenden Künstler Ulrich Baehr von der Hochschule Hannover initiiert.

### Heutige Kontakte zur alten Heimat
Da das frühere Bessarabien nach 1945 zur Sowjetunion gehörte, waren aus der Bundesrepublik Deutschland Kontakte und Besuche zur alten Heimat zunächst nicht möglich. Ende der 1960er Jahre gab es aus der Bundesrepublik Deutschland erste Studienreisen in die Region. Seit dem Zerfall der Sowjetunion 1991 pflegen die Bessarabiendeutschen vielfältige Kontakte in das ehemalige Bessarabien, das Teil der Ukraine und Moldaus wurde. Die Reisefreiheit ermöglicht jährlich die Durchführung einer Reihe von organisierten „Heimat-Reisen“. Weiteren Tourismus in das frühere Bessarabien gibt es in Ermangelung von Zielen und Gastronomie kaum.
Bedingt durch die Auflösung der Sowjetunion 1991 trat für die Bevölkerung eine starke Armut ein. Der Vorsitzende der Landsmannschaft der Bessarabiendeutschen Edwin Kelm rief in den Jahren 1991/92 in Deutschland die diakonische Einrichtung Bessarabienhilfe ins Leben. Sie führte mit Lastwagen Hilfslieferungen für die im früheren Bessarabien lebende Bevölkerung durch. Es kamen durch Spenden erlangte humanitäre Hilfsgüter, wie Medikamente, medizinische Geräte, Bekleidung ins Land. Zunächst erreichten die Hilfen Krankenhäuser, Altenheime und Waisenhäuser in Akkerman, Arzis, Kischinew, Schabo und Tarutino. Später kamen Güter in die ehemals deutschen Gemeinden und zu sonstigen Hilfsbedürftigen. Rund 70.000 Hilfspakete wurden ausgehändigt. Auch Schulen wurden mit Lehr- und Lernmitteln ausgestattet. Edwin Kelm sorgte persönlich für eine verbesserte Ausstattung des Krankenhauses in Schabo in der Ukraine, einer einstigen Weinbausiedlung Schweizer Auswanderer.
Bessarabiendeutsche stellten in vielen ihrer Heimatdörfer Gedenksteine auf. Bis heute (2010) gibt es etwa in 50 Siedlungen (von ehemals rund 150) zweisprachige Gedenksteine. In allen 24 Muttergemeinden stehen Gedenksteine. Sie erinnern an die frühere deutsche Vergangenheit der Orte. Der Bessarabiendeutsche Edwin Kelm plante und überwachte die Restaurierung der ältesten deutschen Kirche Bessarabiens in Sarata, die 1995 wieder eingeweiht wurde. Beteiligt war er auch am Bau einer neuen Kirche in Bilhorod-Dnistrowskyj (Weißenburg oder Akkerman) und dem Wiederaufbau der deutschen Kirche in Albota (Moldau). In Friedenstal erwarb Edwin Kelm in den 1990er Jahren den früheren Bauernhof seiner Großeltern. Er gestaltete ihn zum 1998 eröffneten Bauernmuseum um, das er 2009 dem Bessarabiendeutschen Verein schenkte.